# Liste der Pariser Buslinien

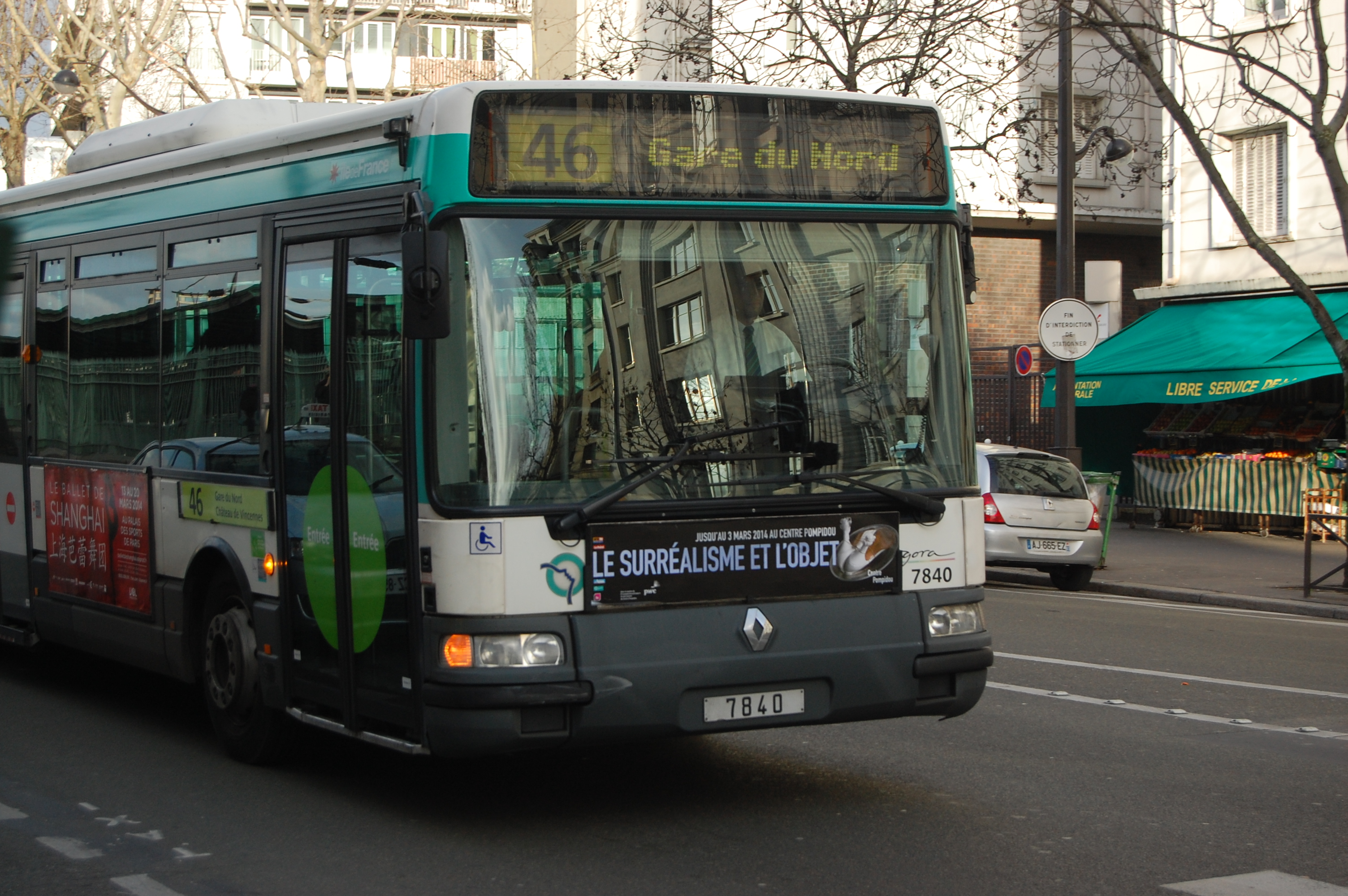
Stadtbus in Paris

Ein wichtiges Standbein des öffentlichen Personennahverkehrs in Paris ist das Autobusnetz. Es untersteht zusammen mit der Métro, den Straßenbahnen und einigen Sonderlinien wie dem Funiculaire de Montmartre dem französischen Staatsunternehmen RATP (Régie autonome des transports Parisiens), das für den öffentlichen Personentransport in der französischen Hauptstadt verantwortlich ist.

## Geschichte des Pariser Busverkehrs

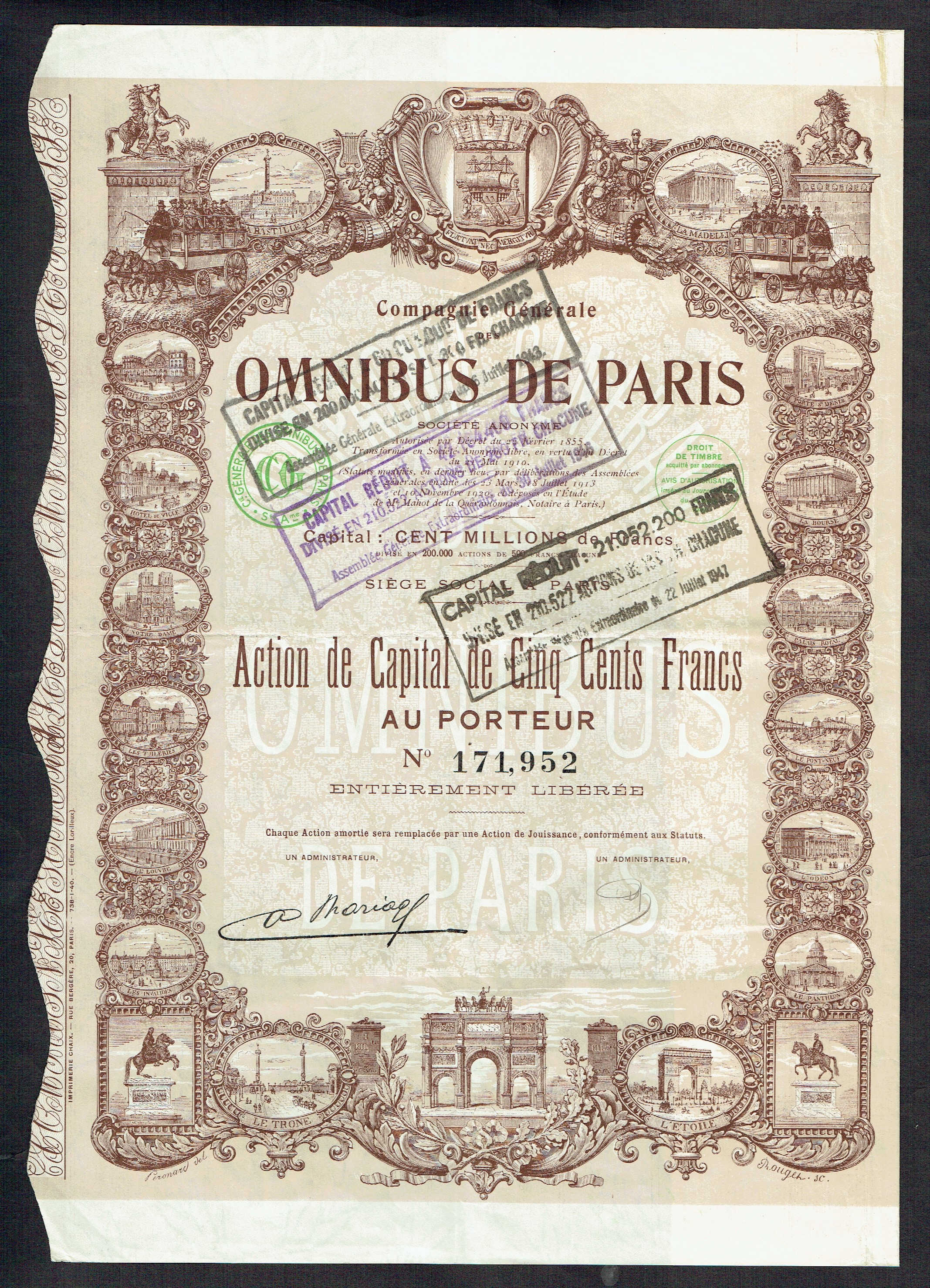
Aktie über 500 Francs der Compagnie Générale des Omnibus de Paris vom 10. November 1920 mit Darstellungen von Haltestellen

Omnibusse sind in Paris seit 1828 unterwegs; zunächst wurden sie von Pferdegespannen gezogen. 1855 erhielt die neugegründete Gesellschaft Compagnie Générale des Omnibus (CGO) den Auftrag ein kohärentes Bussystem zu betreiben. Die C.G.O. besaß 1912 einen Omnibusbestand von 1120 Fahrzeugen, die auf 11 Depots verteilt waren.
- 1912: 1120

Nach der Gründung der STCRP im Jahr 1921, die die bisherigen Gesellschaften für den ÖPNV in Paris und den Vorstädten übernahm, übernahm sie auch das Busnetz. Der Bestand an Autobussen im Besitz der STCRP entwickelte sich wie folgt:
- 1921: 941
- 1925: 1296
- 1930: 1942[2]

## Das Busnetz des Syndicat des transports d’Île-de-France

### Busnetz der Region

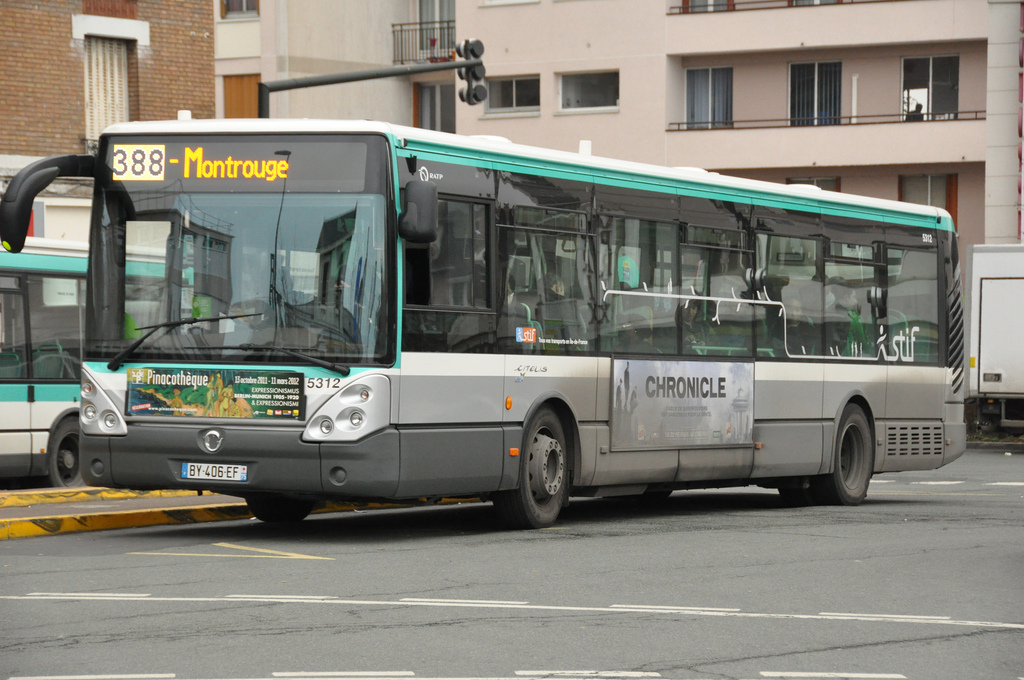
Ein Bus der Linie 388 in der Farbgebung STIF-RATP

Das Syndicat des transports d’Île-de-France (kurz als STIF bezeichnet) ist der RATP übergeordnet und koordiniert den ÖPNV der gesamten Region Île-de-France. Insgesamt gab es im Jahr 2013 1435 Buslinien, mit mehr als 9000 eingesetzten Bussen, die jährlich mehr als 300 Millionen km zurücklegten. Tagtäglich sind rund 3½ Millionen Busbenutzer unterwegs, das sind rund 42 % der Beförderungsfälle des ÖPNV der Region.
Im Rahmen ihrer Qualitätsoffensive 2013–2016 wurde seit Beginn 2013 bereits auf mehr als 400 Linien das Angebot verbessert. Ab November 2014 werden weitere 39 Linien in das Programm einbezogen.

### Das Busnetz der RATP
Im Jahr 2002 beförderten die Pariser Busse 915,9 Millionen Passagiere, was etwa 34 % des gesamten Fahrgastaufkommens von 2.666,3 Millionen ausgemacht hat (zum Vergleich: Métro 1.283,3 Millionen, 48 %; die auf Pariser Stadtgebiet verlaufenden Teilstrecken der RER-Linien A und B 410,0 Millionen, 15 %; Straßenbahn 52,2 Millionen, 2 %).
2010 bestand das Busnetz der RATP aus 353 Linien mit einer Gesamtlänge von rund 3900 km. Es wurden mehr als 1 Milliarde Fahrgäste pro Jahr transportiert.

### Hin zu einer umweltfreundlichen Technik

#### Elektrobusse
Ab Ende Mai 2016 wurde bei der RATP der erste elektrisch angetriebene Bus in Standardlänge (12 m) im Linienbetrieb eingesetzt.
Mit dem Unternehmen Bolloré schloss die RATP einen Vertrag über die Lieferung von Solobussen der Baureihe Bluebus ab. Die Busse sollten ohne Nachladen der Batterie eine Reichweite von etwa 180 km haben. Eine weitere Forderung war, dass die Busse gleiche Kapazität wie Dieselbusse entsprechender Länge haben. Bis Ende 2016 sollten insgesamt 23 Busse dieses Typs geliefert werden, die auf der RATP-Linie 341 Porte de Clignancourt – Saint-Ouen – Clichy – Place Charles de Gaulle/Étoile eingesetzt werden. Dies wird damit zur ersten Buslinie der Ile-de-France, welche vollständig mit Elektrofahrzeugen betrieben wird. Gewartet werden die Busse im Busdepot Belliard, denn dort sind auch die Elektrominibusse der RATP stationiert. Eine Anpassung der Einrichtungen für Solobusse ist ohne großen Aufwand möglich.
Im Laufe des Jahres 2015 schloss die RATP Verträge mit mehreren Anbietern von Elektrobussen über die Überlassung von Fahrzeugen zum Test unter Normalbedingungen.
Dies waren
- die niederländische Bushersteller Ebusco
- der chinesische Anbieter Yutong, der mit dem im Elsass ansässigen Dietrich Carebus assoziiert ist
- die polnische Firma Solaris Bus & Coach
- der spanische Hersteller Irizar

Die Konstrukteure müssen der RATP alle während des Einsatzes bei der RATP gesammelten Daten mitteilen. Die RATP will sich ein Bild machen über das Verhalten der Busse während des Einsatzes auf der Strecke und auch in den Wartungshallen.
Bei Irizar handelt es sich um einen Batteriebus des Modells Irizar i2e. Es ist ein Bus in Standardgröße, also mit 12 m Länge. Bei einer Ladedauer von fünf Stunden kann der Bus dann 250 km zurücklegen – was in etwa der Tagesleistung eines Stadtbusses entspricht. Die Energie wird in Batterien und Superkondensatoren gespeichert. Das hilft, die anfallende Bremsenergie zu speichern und sie dem Fahrzeug beim Anfahren wieder schnell zur Verfügung zu stellen.
Das Projekt wird von der EU im Rahmen des Projekts ZeEUS (Zero Emission Urban Bus System) gefördert.

#### Busspuren auf den Autobahnen
Im Frühjahr 2015 werden auf zwei Autobahnstrecken der Ile-de-France zur morgendlichen Rush Hour jeweils die rechte Fahrspur für Busse und Taxen reserviert. Es betrifft ein 5 km langes Teilstück der Autoroute A1 und eine 3 km lange Teilstrecke der A6a jeweils vor der Einmündung in den Boulevard périphérique. Es handelt sich um Autobahnen, die vom Flughafen Paris-Charles-de-Gaulle bzw. vom Flughafen Paris-Orly nach Paris führen, und die auch die Flughafenbusse Roissybus und Orlybus benützen. Das Benutzungsverbot für den übrigen Verkehr wird durch Leuchttafeln angezeigt. Diese Regelungen gelten nicht an den Wochenenden und an Feiertagen.
Auf der A6a sind an Arbeitstagen jeden Morgen zur Hauptverkehrszeit stündlich mehr als 30 Linienbusse und rund 200 Taxen Richtung Paris unterwegs. Die Reservierung gilt jeweils für den Zeitraum zwischen 7 Uhr und 10 Uhr.
Auf der A1 wird bereits ab 6:30 Uhr bis 10:00 Uhr die rechte Fahrspur reserviert. Darüber hinaus ist auf dem Boulevard périphérique an der Einmündung der A1 die rechte Fahrspur freizuhalten, damit die Busse und Taxis zügig auf die Ringautobahn gelangen können.
Die Einhaltung dieser Vorschriften soll mit Videokameras überwacht werden. Eine unerlaubte Benutzung der Busspuren wird auf den Autobahnen mit 135 Euro, auf dem Boulevard périphérique mit 35 Euro geahndet.
Bis 2020 sollen insgesamt elf Autobahnteilstrecken in der Ile-de-France mit einem Kostenaufwand von 65 Millionen Euro mit Busspuren ausgerüstet werden. Je nach Ausstattung der Straßen wird der Standstreifen oder die rechte Fahrbahn für die Busse freigegeben.

## „Normale“ Buslinien

### Das Nummernschema der innerstädtischen Linien
Die innerstädtischen Linien erhielten von der RATP eine zweistellige Nummer zugewiesen, wobei die Nummern 1 bis 20 für die Metrolinien reserviert sind und die erste und auch zweite Ziffer Hinweise auf die Lage der beiden Endstationen geben.
Die erste Ziffer weist auf einen wichtigen Platz, bzw. Busknoten in der Innenstadt hin:
- 2x: Endstation liegt in der Nähe von Opéra oder am Gare St Lazare
- 3x: Endstation in Nähe der Gare de l'Est
- 4x: Endstation in Nähe der Gare du Nord
- 5x: Ursprünglich Place de la République, heute eher auf der Rive Droite.
- 6x: weniger wichtige Stellen der Rive Droite
- 7x: Bereich zwischen Hôtel de Ville und dem Louvre
- 8x: auf dem linke Seine-Ufer (Rive Gauche), aber bevorzugt im Bereich zwischen Luxembourg und  Gare d'Austerlitz.
- 9x: in Nähe der Gare Montparnasse

Die zweite Ziffer weist auf die Lage der anderen Endhaltestelle hin, die meist am Rande der Stadt liegt:
- x0: diese Linien durchqueren Paris ohne eine Endhaltestelle am Stadtrand zu haben.
- x1: diese Ziffer hat keine genau festgelegte Bedeutung
- x2: zwischen Balard und Porte Maillot
- x3: zwischen Porte Maillot und Porte Champerret
- x4: zwischen Porte Champerret und Porte Montmartre
- x5: zwischen Porte Montmartre und Porte de Pantin
- x6: zwischen Porte de Pantin und Porte de Charenton
- x7: zwischen Porte de Charenton und Porte de Gentilly
- x8: zwischen Porte de Gentilly und Porte de Versailles
- x9: zwischen Porte de Versailles und Place Balard

Wegen häufiger Änderungen in der Linienführung, u. a. auch dem Ausbau der Straßenbahnlinien, stimmt die jetzige Nummerierung nur noch bedingt mit dem ursprünglichen Schema überein.
Einige Beispiele:
- Gemäß Schema enden die Busse mit Nummern 9x in Nähe der Gare Montparnasse.

Tatsächlich tun dies die Linien 91, 94, 96. Die Linien 92 und 95 fahren über Gare Montparnasse, die Endhaltestelle liegt etwas weiter stadtauswärts an der Porte d'Orléans (Linie 92) bzw. Porte de Vanves (Linie 95). Linie 93 endet bereits am Invalidendom. Eine weitere 9x-Nummer ist die Ringlinie PC.
- Von den auf 2 endenden Buslinien enden die Linien 22, 32, 42, 52, 62, 72 im Südwesten zwischen Pont du Garigliano, Parc de Saint Cloud und Porte d'Auteuil.

Vom Linienschema ist in den letzten Jahren immer weiter abgewichen worden.

### Die Linien 20 – 99 in Übersicht

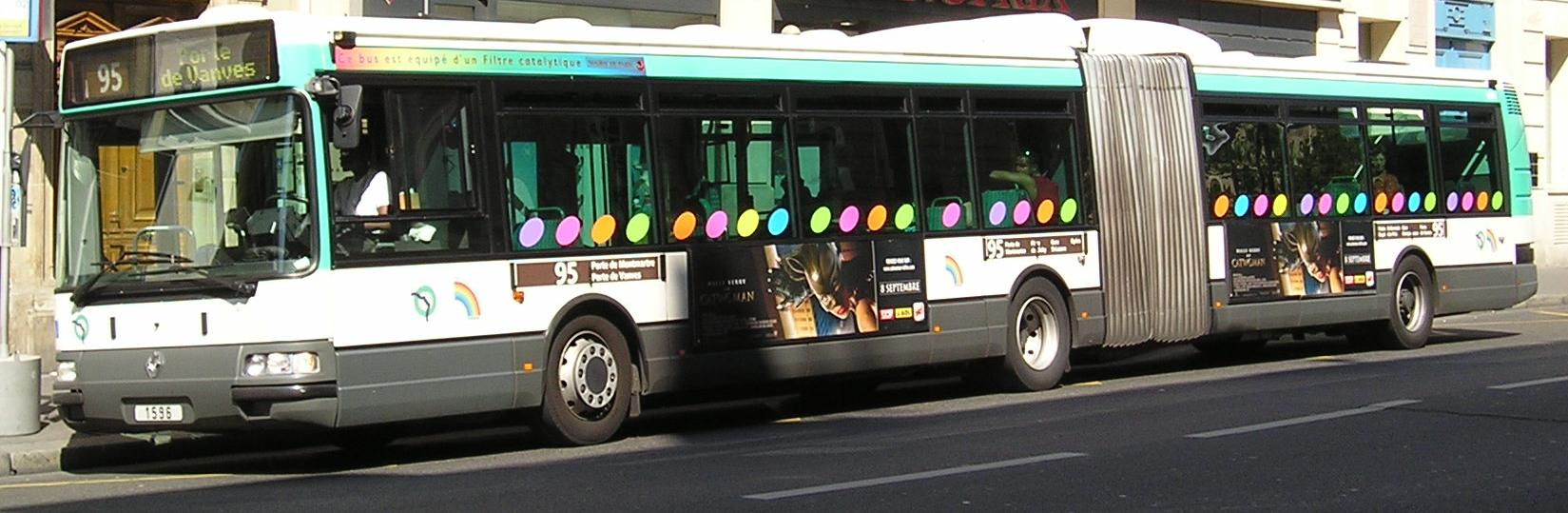
Irisbus Gelenkbus auf Linie 95

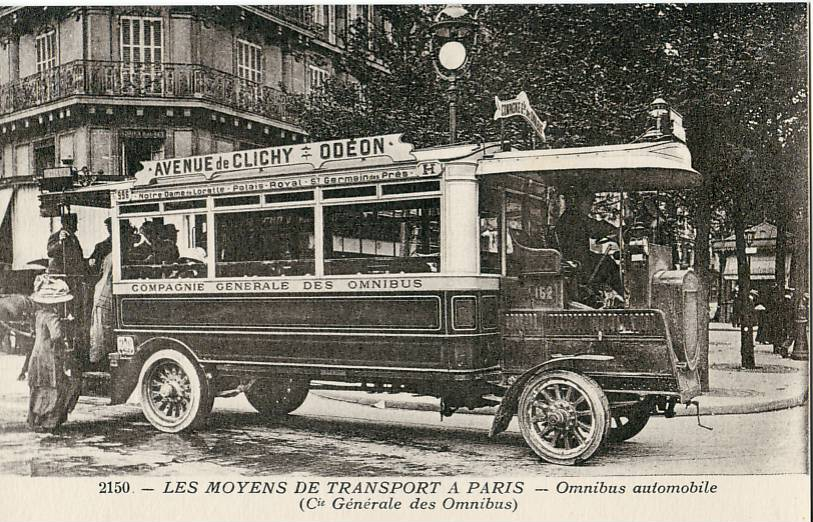
Historische Buslinie H

(Stand Juni 2024)
Linie 20: Levallois – Louison Bobet ↔ Porte des Lilas
Linie 21: Porte de Saint-Ouen – Hôpital Bichat ↔ Stade Charléty – Porte de Gentilly
Linie 22: Porte de Saint-Cloud ↔ Gare Saint-Lazare (Bahnhof St-Lazare)
Linie 24: École Vétérinaire de Maisons-Alfort ↔ Panthéon
Linie 25: Vitry-sur-Seine – Duras ↔ Bibliothèque François Mitterrand
Linie 26: Nation – Place des Antilles ↔ Gare Saint-Lazare (Bahnhof St-Lazare)
Linie 27: Porte d’Ivry ↔ Gare Saint-Lazare (Bahnhof St-Lazare)
Linie 28: Porte de Clichy ↔ Gare Montparnasse (Bahnhof Montparnasse)
Linie 29: Porte de Montempoivre ↔ Gare Saint-Lazare (Bahnhof St-Lazare)
Linie 30: Hôpital Européen G. Pompidou ↔ Pigalle
Linie 31: Charles de Gaulle – Étoile ↔ Gare de l’Est (Ostbahnhof)
Linie 32: Porte d’Auteuil ↔ Gare de l’Est (Ostbahnhof)
Linie 35: Gare de l’Est (Ostbahnhof) ↔ Mairie d'Aubervilliers
Linie 38: Porte d’Orléans ↔ Porte de la Chapelle
Linie 39: Issy – Frères Voisin ↔ Gare du Nord (Nordbahnhof)
Linie 40: Le Peletier ↔ Mairie du 18e – Jules Joffrin
Linie 42: Boulogne – Cours de l'Île Seguin ↔ Gare Saint-Lazare (Bahnhof St-Lazare)
Linie 43: Neuilly – Bagatelle ↔ Gare du Nord (Nordbahnhof)
Linie 45: Concorde ↔ Aubervilliers – France-Asie
Linie 46: Château de Vincennes (Schloss Vincennes) ↔ Gare de l’Est (Ostbahnhof)
Linie 47: Fort du Kremlin-Bicêtre ↔ Châtelet
Linie 48: Romainville – Vassou ↔ Gare du Nord (Nordbahnhof)
Linie 52: Parc de Saint-Cloud ↔ Opéra (Oper)
Linie 54: Asnières-Gennevilliers – Gabriel Péri ↔ Porte d’Aubervilliers
Linie 56: Château de Vincennes (Schloss Vincennes) ↔ Porte de Clignancourt
Linie 57: Arcueil – Laplace RER ↔ Porte de Bagnolet
Linie 58: Vanves – Lycée Michelet ↔ Châtelet
Linie 59: Gare de Clamart ↔ Place d'Italie
Linie 60: Porte de Montmartre ↔ Gambetta – Japon
Linie 61: Église de Pantin ↔ Place d’Italie
Linie 62: Porte de Saint-Cloud ↔ Porte de France
Linie 63: Porte de la Muette ↔ Gare de Lyon (Bahnhof (Gare) de Lyon)
Linie 64: Denfert-Rochereau ↔ Porte des Lilas
Linie 66: Mairie de Saint-Ouen – Les Docks ↔ Opéra (Oper)
Linie 67: Stade Charléty – Porte de Gentilly ↔ Palais Royal – Musée du Louvre
Linie 68: Châtillon – Montrouge – Métro ↔ Place de Clichy
Linie 69: Champ de Mars (Marsfeld) ↔ Gambetta
Linie 70: Suresnes-De Gaulle ↔ Hôtel de Ville (Rathaus)
Linie 71: Bibliothèque François Mitterrand ↔ Porte de la Villette
Linie 72: Parc de Saint-Cloud ↔ Gare de Lyon (Bahnhof (Gare) de Lyon)
Linie 73: La Garenne-Colombes – Charlebourg ↔ Musée d’Orsay
Linie 74: Clichy – Berges de Seine ↔ Châtelet
Linie 75: Porte de Pantin ↔ Panthéon
Linie 76: Montreuil – Hôpital ↔ Châtelet
Linie 77: Joinville-le-Pont RER ↔ Gare de Lyon (Bahnhof (Gare) de Lyon)
Linie 80: Mairie du 18e/Jules Joffrin ↔ Porte de Versailles
Linie 82: Neuilly – Hôpital Américain ↔ Luxembourg
Linie 83: Porte d’Ivry ↔ Invalides
Linie 84: Levallois – Alsace ↔ Panthéon
Linie 85: Saint-Ouen – Les Docks ↔ Châtelet
Linie 86: Demi-Lune – Parc Zoologique ↔ Champ de Mars (Marsfeld)
Linie 87: Porte de Reuilly ↔ Invalides
Linie 88: Porte d'Auteuil ↔ Montsouris – Tombe Issoire
Linie 89: Gare de Vanves – Malakoff ↔ Porte de France
Linie 91: Gare du Nord (Nordbahnhof) ↔ Montparnasse 2 – Gare TGV Montparnasse 2 – Gare TGV (Bahnhof Montparnasse)
Linie 92: Porte de Champerret ↔ Porte d'Orléans
Linie 93: Suresnes – de Gaulle ↔ Invalides
Linie 94: Pont de Levallois ↔ Gare Montparnasse (Bahnhof Montparnasse)
Linie 95: Porte de Montmartre ↔ Porte de Vanves
Linie 96: Porte des Lilas ↔ Gare Montparnasse (Bahnhof Montparnasse)

## „Besondere“ Buslinien

### Ringlinien PC
Linie PC = Linie 98: Porte de Maillot ↔ Pont du Garigliano
Die Ringlinie verkehrt auf dem Boulevard der Marschälle, der Paris ringförmig umgibt. Im südlichen Bereich zwischen Pont du Garigliano/Boulevard Victor und Porte d’Ivry wurde die PC2 2006 durch die neue T3 (Tram) ersetzt. Langfristig sollen die PC-Linien vollständig durch Tramstrecken ersetzt werden.
Mit Inbetriebnahme der nordöstlichen Verlängerung der Straßenbahnlinie T3 (als Linie T3b) wurde die Linie PC2 eingestellt. Mit der nordwestlichen Verlängerung der Linie T3b von der Porte de la Chapelle zur Porte d'Asnières, wurde die Linie PC3 eingestellt und die Linie PC1 in PC umbenannt. Am 5. April 2024 wurde die Verlängerung von der Porte d'Asnières zur Porte Dauphine der Straßenbahnlinie T3b in Betrieb genommen. Die Linie PC wurde zum selben Datum zur Porte de Maillot zurückgezogen. Durch die westliche Verlängerung der T3 wird der Abschnitt Porte Dauphine ↔ Pont du Garigliano / Boulevard Victor der PC ebenfalls entfallen.

### Kleinbuslinien

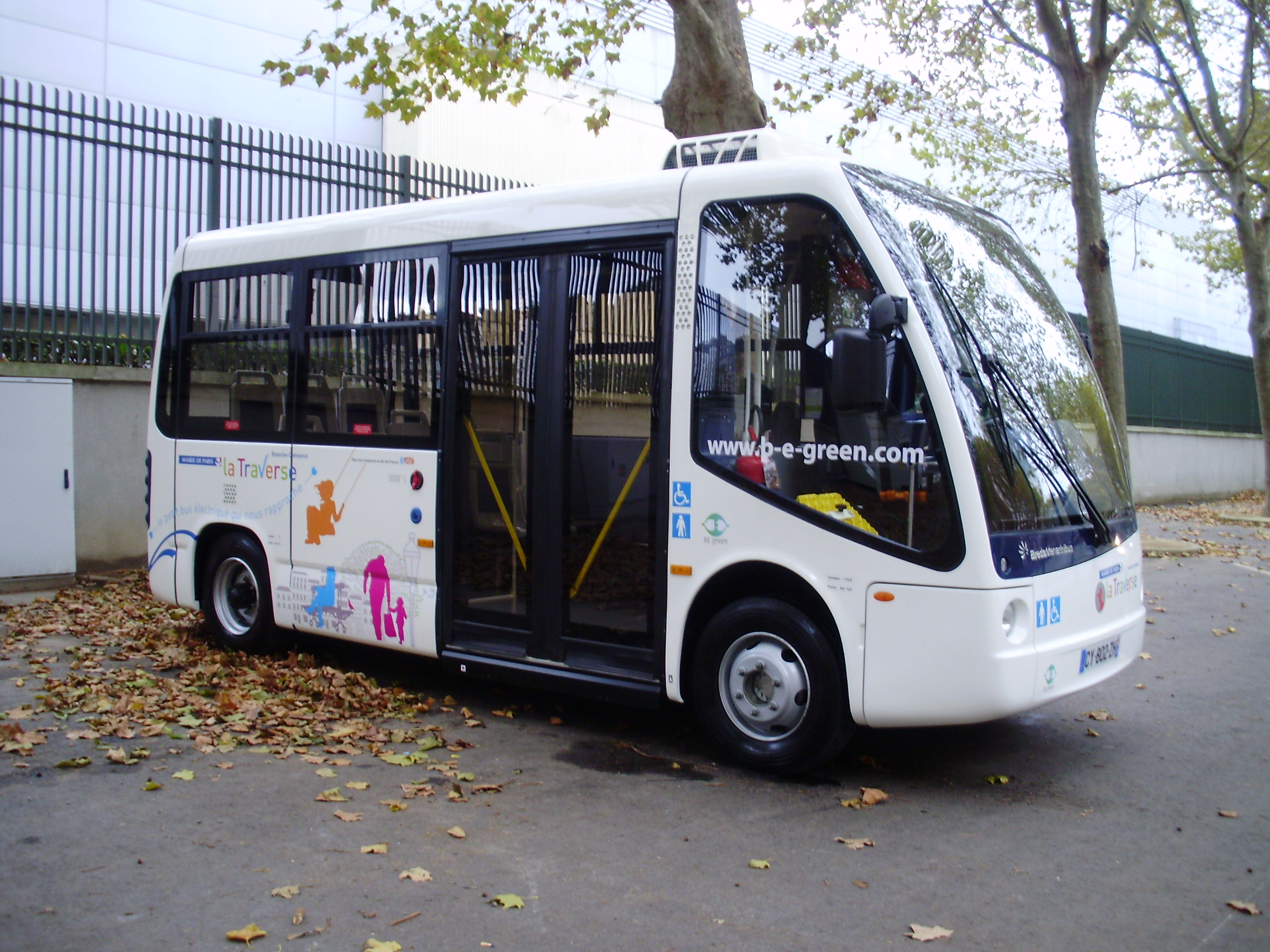
Elektrobus ZEUS der Traverse Brancion-Commerce

Es handelt sich um Kleinbusse mit bis zu 10 Sitzplätzen und knapp 20 Stehplätzen, die auch in den engen Straßen der verschiedenen Stadtviertel zurechtkommen. Mit einer Ausnahme werden die Linien von der RATP betreut.
Linie 40 ehemals Montmartrobus Le Peletier ↔ Mairie du 18e/Jules Joffrin
Traverse Charonne = Linie 501 Gambetta ↔ Cours de Vincennes (Rundverkehr)
Traverse Bièvre-Montsouris = Linie 513 Place de l’Abbé Georges Hénocque (Rundverkehr)
Traverse Batignolles-Bichat = Linie 518 Hôpital Bichat (Rundverkehr)
Traverse Ney-Flandre= Linie 519 Porte d’Aubervilliers – Oberle (Rundverkehr)
Traverse Brancion-Commerce: Die Linie, auf der 6 Elektrobusse vom Typ ZEUS des Herstellers Breda zum Einsatz kommen, existiert seit Oktober 2013. Gefahren wird auf einer 8 km langen Rundstrecke mit 28 Haltestellen im 15. Arrondissement. Die Fahrgäste erhalten Anschluss an die Metrolinien 8, 12 und 13, an die Straßenbahnlinien T2 und T3a sowie an acht weitere Buslinien. Betreiber ist das Unternehmen B. E. green.

### Sonderlinien
Orlybus = Linie 283: Orly Sud ↔ Denfert-Rochereau
Roissybus = Linie 352: Charles de Gaulle ↔ Opéra (Oper)
Paris L'OpenTour: Touristische Linie mit Doppeldeckbussen, als „Hop-on-hop-off“-Fahrten

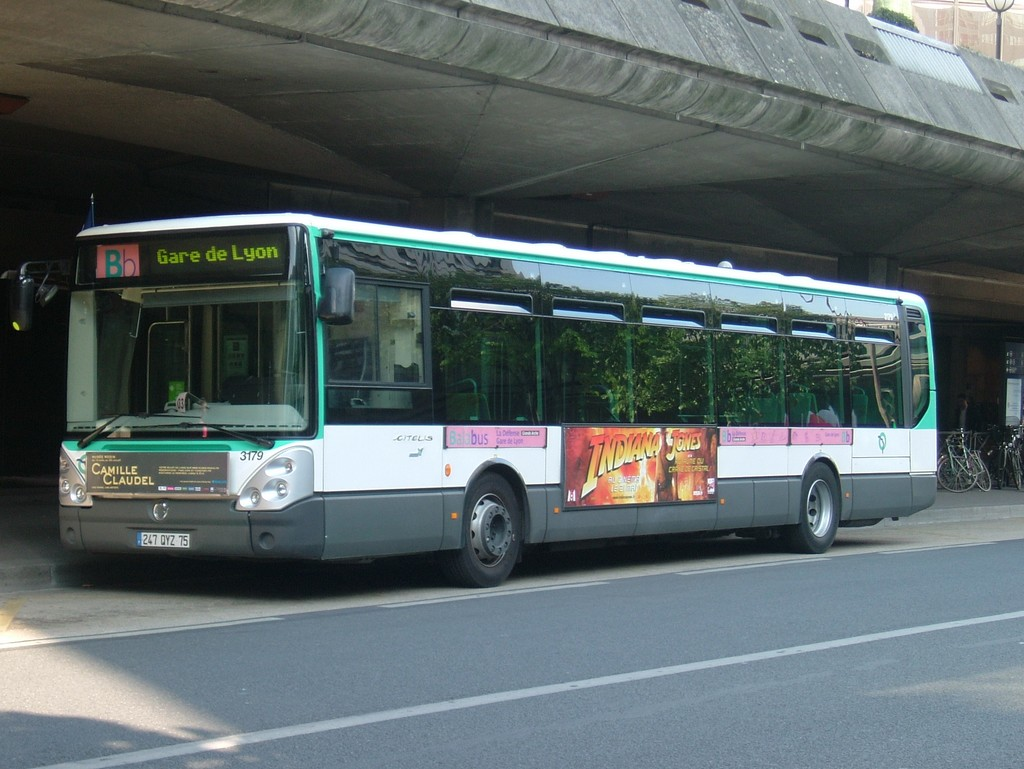
Ein Balabus (Streckenbezeichnung Bb) ist unterwegs Richtung Gare de Lyon (2015 eingestellt)
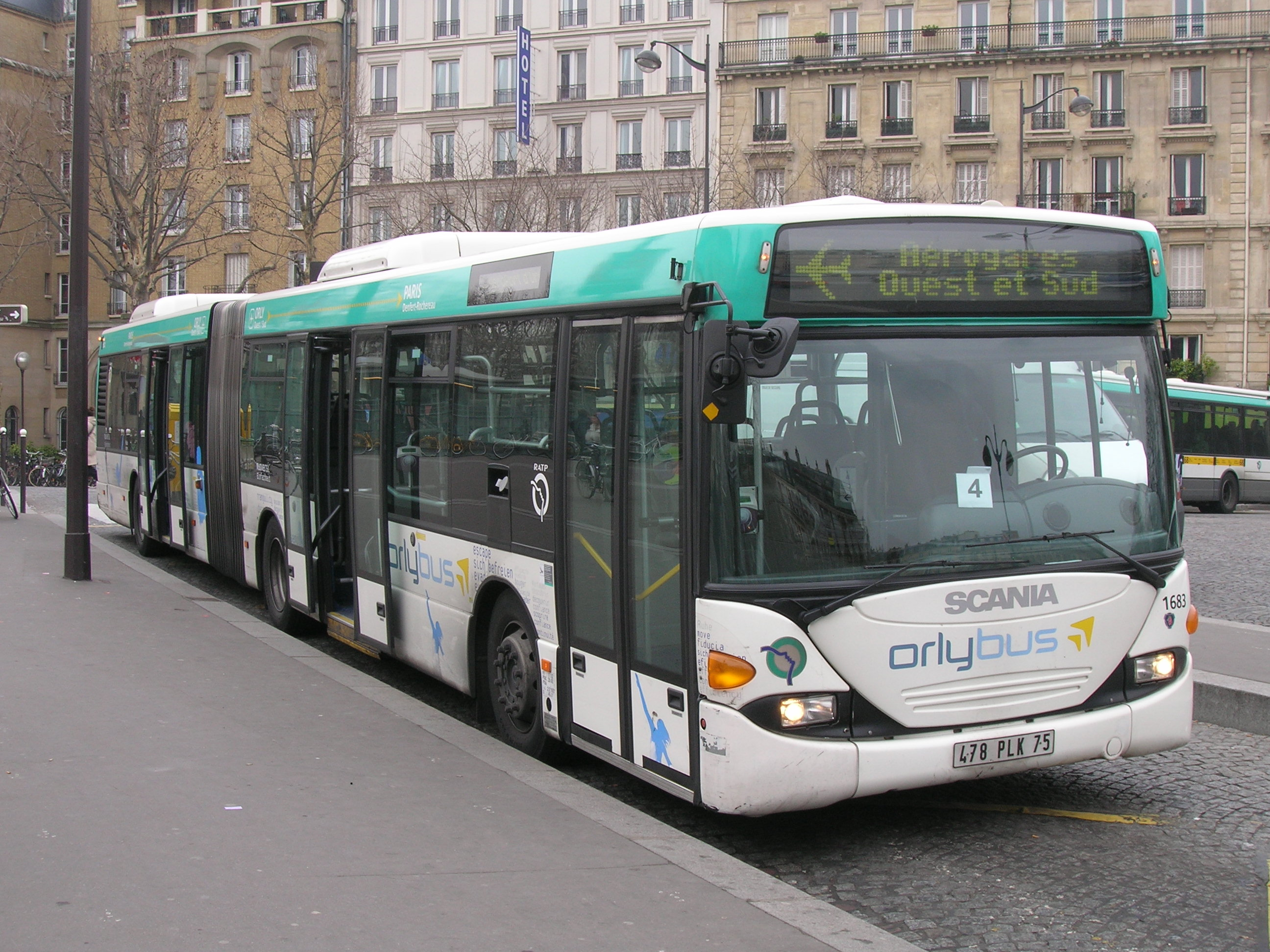
Ein Orlybus an der Endhaltestelle Denfert-Rochereau
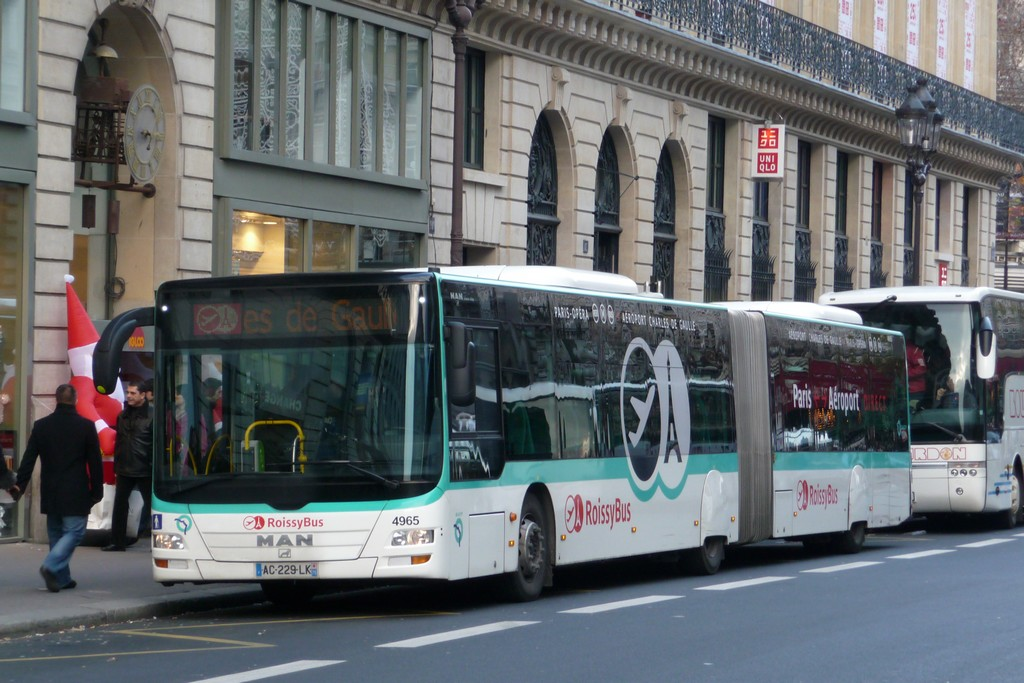
Bus der Linie RoissyBus an der Haltestelle Opéra
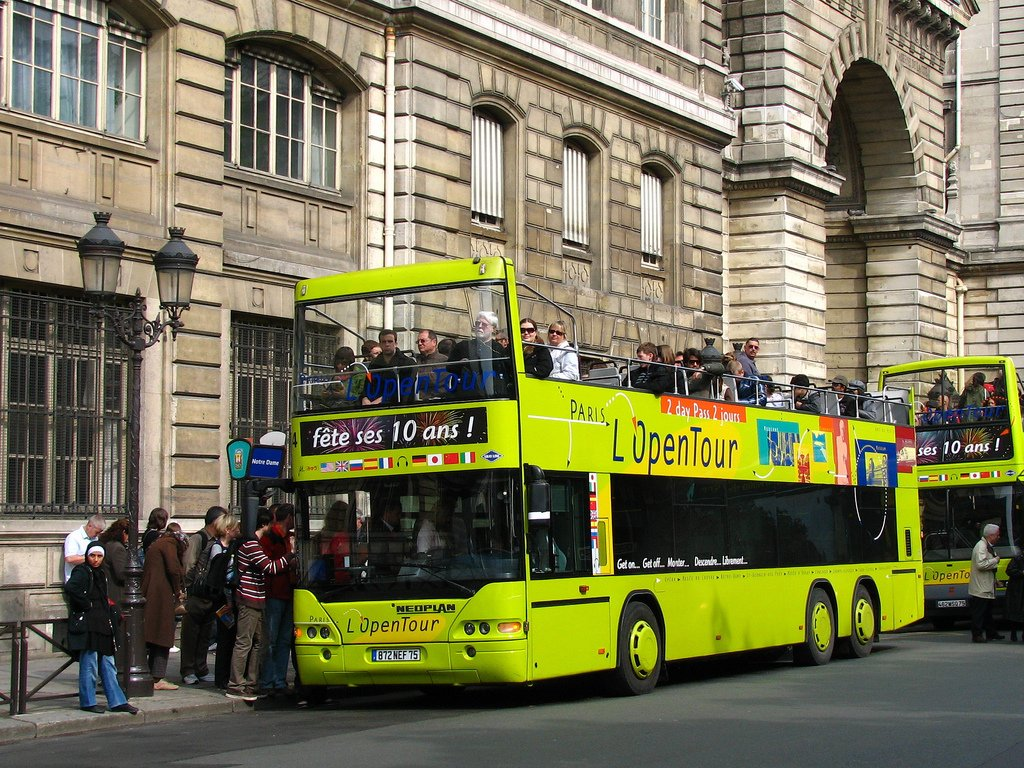
Ein gelber Doppeldeckbus der Paris l'Open Tour

## Linien 100 bis 199
Die von der RATP betriebenen Linien sind zumeist außerhalb von Paris unterwegs. Nur die Linien 102, 109, 111, 132, 163 und 169 führen auch auf Pariser Stadtgebiet.
Die Linien 105, 115, 123, 125, 126, 128, 129, 131, 137, 139, 150, 151, 152, 153, 164, 165, 166, 169, 170, 173, 175, 184, 185, 186, 187, 188, 189, 191, 194 und 197 enden an der Stadtgrenze (Porte).
(Stand Juni 2024)
Linie 102: Rosny – Bois-Perrier RER ↔ Paris Gambetta
Linie 105: Mairie des Pavillons-sous-Bois ↔ Porte des Lilas
Linie 109: Charenton – Liberté – Chanzy ↔ Paris Terroirs de France
Linie 111: Champigny – Saint-Maur RER ↔ Paris Terroirs de France
Linie 115: Château de Vincennes ↔ Porte des Lilas
Linie 123: Porte d’Auteuil ↔ Mairie d’Issy
Linie 125: École Vétérinaire de Maisons-Alfort ↔ Porte d’Orléans
Linie 126: Parc de Saint-Cloud ↔ Porte d’Orléans
Linie 128: Robinson RER ↔ Porte d’Orléans
Linie 129: Mairie de Montreuil ↔ Porte des Lilas
Linie 131: Rungis – La Fraternelle RER ↔ Porte d’Italie
Linie 132: Vitry – Moulin Vert ↔ Bibliothèque François Mitterrand
Linie 137: Villeneuve-la-Garenne – ZI Nord ↔ Porte de Clignancourt
Linie 139: Saint-Denis – Ampère ↔ Porte de la Villette
Linie 150: Gare de Pierrefitte – Stains RER ↔ Porte de la Villette
Linie 151: Bondy – Jouhaux – Blum ↔ Porte de Pantin
Linie 152: Le Blanc-Mesnil – ZA du Pont Yblon ou Gonesse – ZAC des Tulipes Nord ↔ Porte de la Villette
Linie 153: Stains – Moulin Neuf ↔ Porte de la Chapelle
Linie 163: Nanterre – Préfecture RER ↔ Porte de Clichy
Linie 164: Argenteuil – Collège Claude Monet ↔ Porte de Champerret
Linie 165: Asnières – 18 Juin 1940 ↔ Porte de Champerret
Linie 166: Gennevilliers – ZAC des Louvresses ↔ Porte de Clignancourt
Linie 169: Pont de Sèvres ↔ Paris Hôpital Européen Georges Pompidou
Linie 170: Gare de Saint-Denis RER ↔ Porte des Lilas
Linie 173: La Courneuve – 8 Mai 1945 ↔ Porte de Clichy RER
Linie 175: Asnières – Gennevilliers–Gabriel Péri ↔ Porte de Saint-Cloud
Linie 184: Fresnes – Pasteur ↔ Porte d’Italie
Linie 185: Choisy Sud ↔ Porte d’Italie
Linie 186: Fresnes – Rond-Point Roosevelt ↔ Porte d’Italie
Linie 187: Fresnes – Les Groux ↔ Porte d’Orléans
Linie 188: Bagneux – Rosenberg ↔ Porte d’Orléans
Linie 189: Clamart – Georges Pompidou ↔ Porte de Saint-Cloud
Linie 191: Clamart – Place du Garde ↔ Porte de Vanves
Linie 194: Châtenay-Malabry – Sophie Barat ↔ Porte d'Orléans
Linie 197: Massy – Avenue Saint Marc ↔ Porte d’Orléans

## Linien 200 bis 299
Die von der RATP betriebenen Linien verlaufen zumeist außerhalb von Paris. Nur die Linien 215, 216, 239, 260 und 283 (Orlybus) führen auch auf Pariser Stadtgebiet.
Die Linien 201, 241, 244, 249, 252, 255, 274, 289 und 299 enden an der Stadtgrenze (Porte).
(Stand Juli 2023)
Linie 201: Champigny – Diderot – La Plage ↔ Porte Dorée
Linie 215: Vincennes RER – République ↔ Paris Gare d'Austerlitz
Linie 216: Paris Denfert-Rochereau ↔ Marché International de Rungis
Linie 239: Porte de Paris – Stade de France ↔ Paris Gare de Rosa Parks RER
Linie 241: Rueil-Malmaison RER ↔ Porte d’Auteuil
Linie 244: Rueil-Malmaison RER ↔ Porte Maillot
Linie 249: Dugny – Place Valérie André ↔ Porte des Lilas
Linie 252: Garges – Sarcelles RER ↔ Porte de la Chapelle
Linie 255: Stains – Les Prévoyants ↔ Porte de Clignancourt
Linie 260: Boulogne – Gambetta ↔ Suzanne Lenglen
Linie 274: Porte des Ternes ↔ Saint-Denis RER
Orlybus (Linie 283): Aéroport d’Orly – Orly-Sud – Orly-Ouest ↔ Paris – Denfert-Rochereau
Linie 289: Clamart – Georges Pompidou ↔ Porte de Saint-Cloud
Linie 299: Morangis – Place Lucien Boileau ↔ Pte d’Orléans – Ernest Reyer

## Linien 300 bis 399
Die von der RATP betriebenen Linien verlaufen zumeist außerhalb von Paris. Nur die Linien 302, 325, 341, 351 und Roissybus (352) führen auch auf das Pariser Stadtgebiet.
Die Linien 350 und 388 enden an der Stadtgrenze (Porte).
(Stand Juli 2023)
Linie 302: La Courneuve – 6 Routes ↔ Paris Gare du Nord
Linie 325: Château de Vincennes ↔ Paris Quai de la Gare
Linie 341: Paris Charles de Gaulle – Étoile ↔ Porte de Clignancourt
Linie 350: Roissypole ↔ Porte de la Chapelle
Linie 351: Roissypole ↔ Paris – Nation
Roissybus (Linie 352): Aéroport Charles de Gaulle ↔ Paris – Opéra
Linie 388: Bourg-la-Reine RER ↔ Porte d'Orléans

## Linien 400 bis 499
In diesem Zahlenbereich sind nur zehn Linien vorhanden. Sie verlaufen außerhalb von Paris. Eine Linie betreibt die RATP selbst, alle anderen Linien wurden an private Betreiber vergeben: fünf Linien werden von Keolis Seine Val-de-Marne betrieben und vier von Transdev Nanterre.

## Linien 500 bis 599
Es handelt sich um sogenannte städtische Linien (lignes urbaines), die die RATP in Gemeinden des Pariser Umlands als Stadtbuslinien, unter finanzieller Beteiligung dieser Gemeinden, betreibt.
Einige Linien haben zusätzlich zu ihrer Nummer noch einen Namen.
Außerdem sind hier die Kleinbuslinien eingereiht.
(Linien die das Pariser Stadtgebiet bedienen: Stand Juli 2023)
Linie 501 La Traverse de Charonne: Gambetta / Circulaire (Paris)
Linie 513 La Traverse de Bièvre Montsouris: Alésia / Place de l'Abbé Georges Hénocque (Paris)
Linie 518 La Traverse Batignolles – Bichat: Batignolles – Bichat / Circulaire
Linie 519 La Traverse Ney-Flandre: Porte d'Aubervilliers / Circulaire
Auf Pariser Stadtgebiet gibt es eine weitere Kleisbuslinie, die nicht von der RATP betrieben wird:
Linie 15 La Traverse Brancion-Commerce: (Circulaire) Parc Georges-Brassens / via Mairie du 15e et Porte de Versailles
(betrieben durch B. E. Green (Keolis))

## Linien 600 bis 699
Mit diesen Nummern sind die im Département Seine-Saint-Denis verkehrenden Buslinien versehen. Mit Anfang des Jahres 1983 hatte das Unternehmen Les Transports Rapides Automobiles (TRA) den öffentlichen Busverkehr übernommen. Wenig später wurde ein Vertrag zwischen diesem Unternehmen, dem Département und der RATP unterzeichnet, bei dem sich die drei Partner zu einer Zusammenarbeit verpflichteten. Ab Ende Februar 1983 wurden die Buslinien in das RATP-Linienschema eingegliedert. Die Zusammenarbeit mit der RATP endete am 21. Dezember 2005. Das TRA-Busnetz wird nun von Veolia Transport betrieben.

## Mobilien – Linien mit verstärktem Angebot

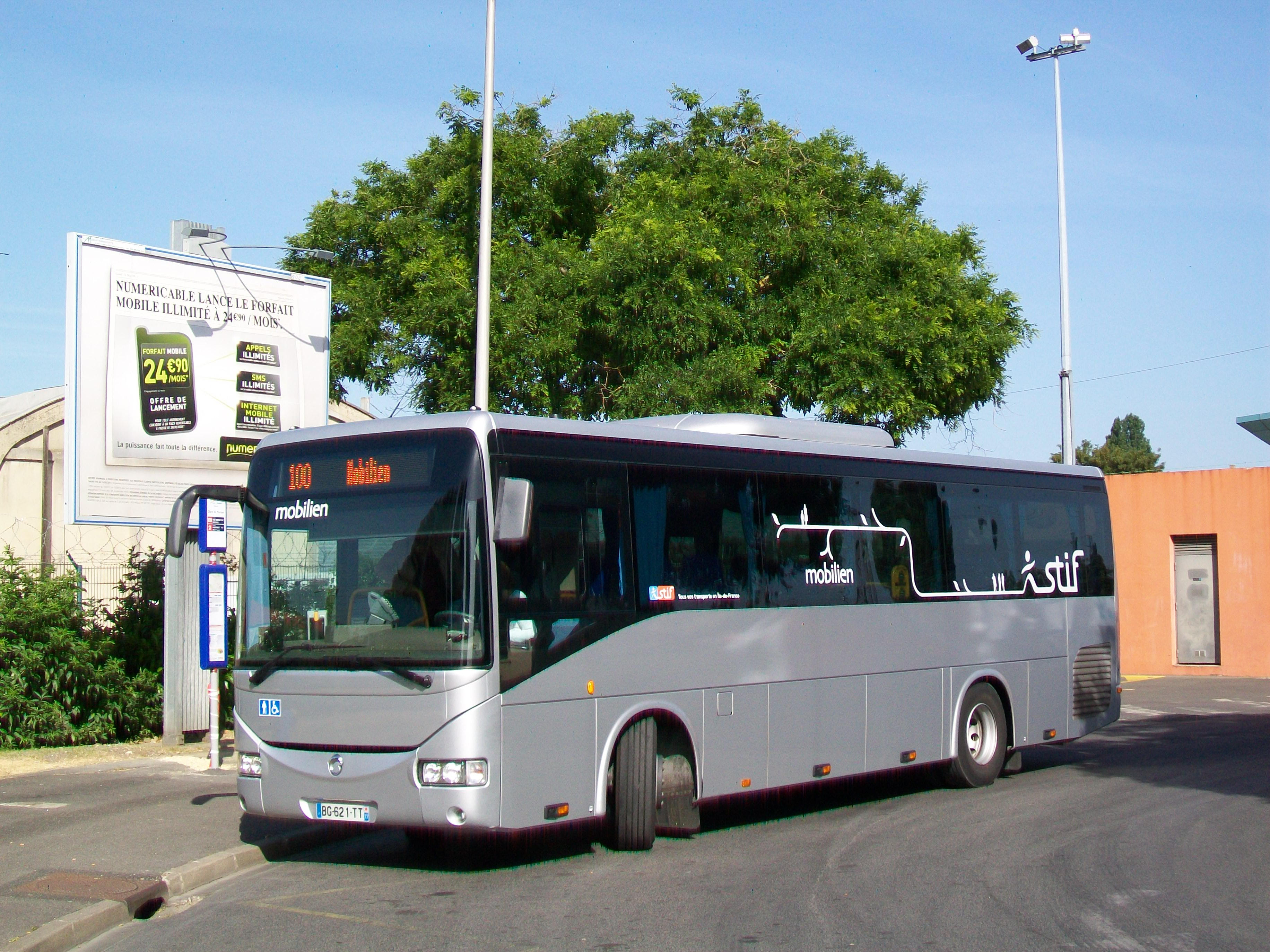
Diesem Bus ist deutlich anzusehen, dass er auf einer Mobilien-Linie fährt

### Grundsätze
Im Dezember des Jahres 2000 wurde im Rahmen einer Zusammenarbeit v. a. mit dem STIF und der RATP zum Verkehrsentwicklungsplan für die Île-de-France (PDUIF = Plan de déplacement urbain en Île-de-France) als dessen wichtigstes Element das Projekt Mobilien auf den Weg gebracht. Notwendig wurde dies durch gesetzliche Bestimmungen zur Verbesserung der Luftqualität in den Ballungsräumen. 2006 wurden die ersten Maßnahmen umgesetzt.
Während es zunächst darum ging, die Verkehrswege für wichtige Buslinien durch bauliche Veränderungen, durch Verbesserung der Streckenführung (z. B. Busspuren; behindertengerechte Haltestellen) bzw. Verkehrsregelungen (Vorrangschaltung an Kreuzungen) zu verbessern, kam bald die Aufgabe dazu, den Busverkehr dieser Linien zu verdichten. Einerseits wurden die Abstände zwischen den einzelnen Fahrten verringert und andererseits die Betriebszeiten ausgedehnt. Hauptziel ist, den ÖPNV zu fördern und damit den Individualverkehr zurückzudrängen.
In den Fahrplänen, an den Fahrzeugen und den Bushaltestellen wird auf die Mobilien-Linien deutlich hingewiesen.

### Betriebszeiten mit Taktfrequenz
Für die Mobilien-Linien gelten folgende Vorgaben:
- Paris und die Petite Couronne:

Die Linien werden montags bis samstags von 5:30 Uhr bis 0:30 Uhr betrieben. Sonntags beginnt der Fahrbetrieb um 6 Uhr. Die Busse fahren – je nach Tageszeit – im 10-, 15- bzw. 20-Minuten-Takt.
- Grand Couronne: Die Linien werden montags bis samstags von 5:30 Uhr bis 21:30 Uhr betrieben. Sonntags beginnt der Fahrbetrieb um 6 Uhr. Die Busse fahren im Stundentakt, montags bis freitags in der Hauptverkehrszeit, d. h. von 6 Uhr bis 9 Uhr und von 17 Uhr bis 21 Uhr halbstündlich.

Dies sind Minimalanforderungen an Moblilien-Linien. Auf Strecken mit starkem Fahrgastaufkommen ist der Zeittakt u. U. geringer.

### Entwicklung des Mobilien-Netzes
2007 gab es im Stadtbusnetz von Paris 24 Linien, die dem Mobilien-Standard entsprachen. In der Petite Couronnes waren es 12 Radiallinien (in Richtung Paris verlaufend) und etwa 15 Tangentiallinien (die zwischen den Gemeinden außerhalb von Paris verlaufen), auf denen im Lauf dieses Jahres das Busangebot ausgeweitet wurde. In der Grande Couronne profitierten etwa 25 Linien von einer Angebotsverbesserung.
Inzwischen (Stand 2014) sind rund 140 Linien als Mobilien-Linien ausgewiesen. Mehr als die Hälfte von ihnen wird durch die RATP betrieben, der Rest von Unternehmern des OPTILE-Verbandes.

### Buslinien Nr. 100

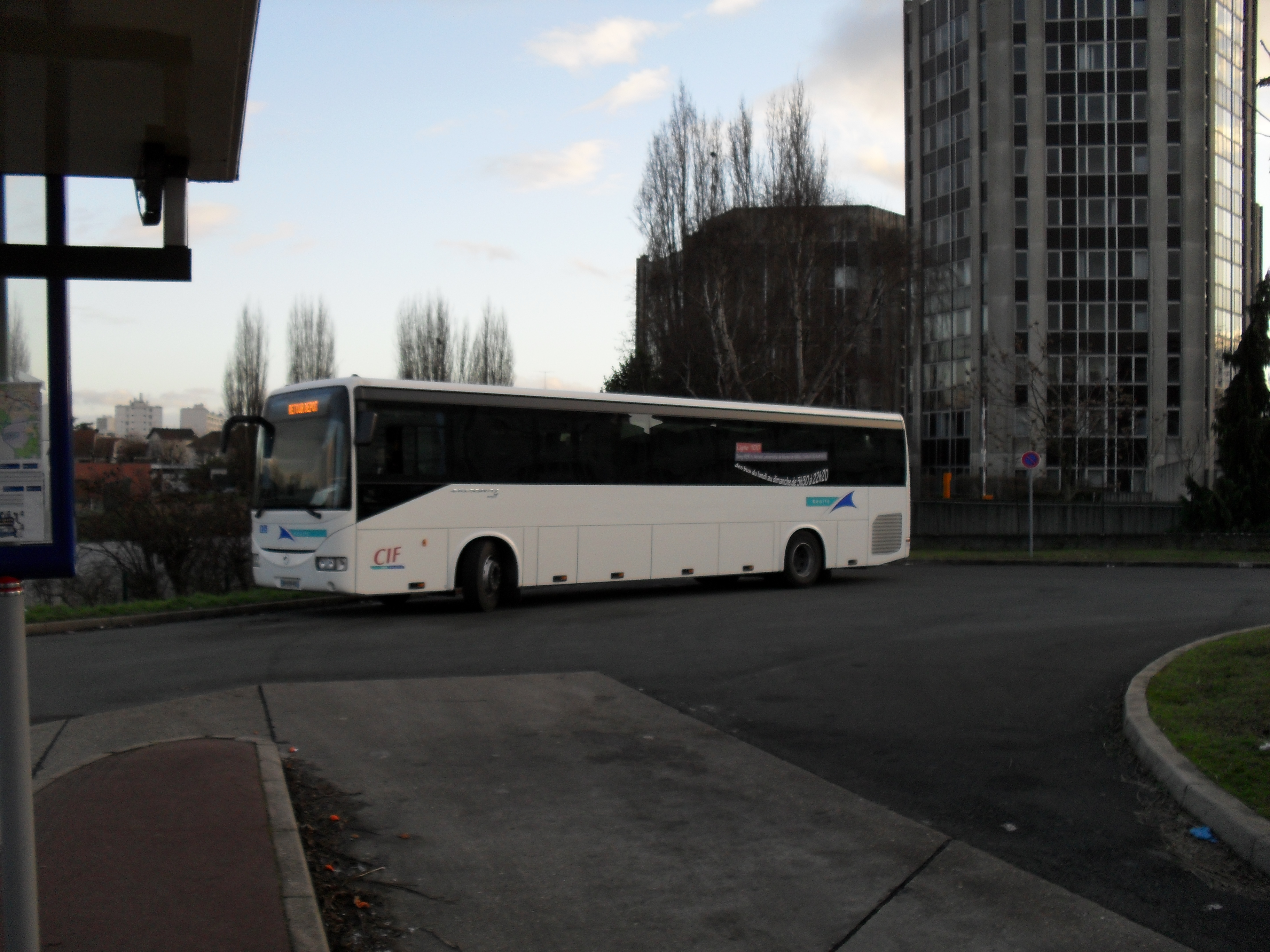
Die Aufschrift auf dem Fensterstreifen weist auf die verlängerten Betriebszeiten hin

Um vor allem in der Grande Couronne das Verkehrsangebot zu verbessern wurden mehrere neue Linien geschaffen, die wichtige Nahverkehrsknotenpunkte (ost RER.Bahnhöfe mit Busbahnhof) miteinander zu verbinden. Um ihre Wichtigkeit herauszuheben, erhielten mehrere Linien die Nummer 100. Auf diesen Linien werden täglich 16 bzw. 24 Hin- und genau so viele Rückfahrten angeboten.
- Yerres – Flughafen Orly – Rungis; seit Mai 2009 bis Montgeron; im April 2012 bis Yerres verlängert; mit insgesamt 20 Haltestellen in 9 Gemeinden;
- Chelles – Clichy/Montfermeil – Roissy CDG; seit November 2009; 29 km lang; 26 Haltestellen und durchquert 6 Gemeinden;
- Torcy – Créteil; seit Janvuar 2010; auf der 24 km langen Strecke liegen nur 6 Haltestellen; die 41 km lange Strecke hat 13 Haltestellen und bedient fünf Gemeinden;
- Les Mureaux – Plaisir-Grignon – Montigny-le-Bretonneux; seit September 2010; verkehrt sonntags nicht;
- Persan – Roissy CDG; seit September 2010; 10 Haltestellen auf einer rund 40 km langen Strecke in sechs Gemeinden; verkehrt bis 22:20 Uhr, auch sonntags. Diese Linie ist vor allem für die Beschäftigten des Flughafens CDG und der angrenzenden Gewerbegebiete interessant.

## Metrobuslinien in der Île-de-France

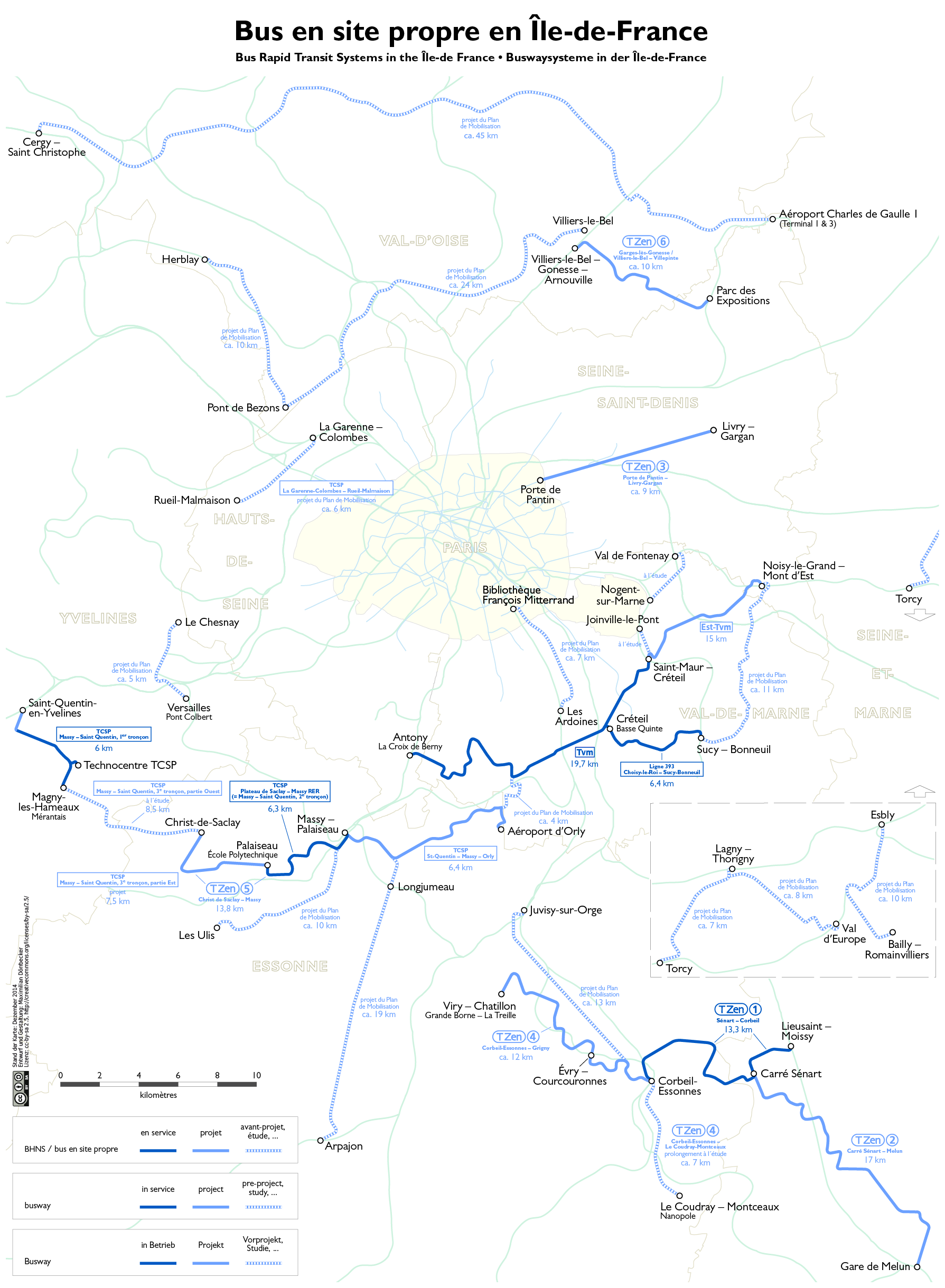
Karte der Buslinien mit eigenem Fahrbahnen in der Ile-de-France (Planungsstand ca. 2011)

Bereits bei den Planungen für die Neue Straßenbahn in der Île-de-France stellte sich heraus, dass diese kein Allheilmittel gegen überfüllte Buslinien sind: Straßenbahnlinien sind sehr teuer und oft reicht das Fahrgastaufkommen nicht aus, um eine solche Linie zu rechtfertigen. Deswegen setzte man vor allem in den Départements außerhalb von Paris auf Schnellbuslinien mit größeren Fahrzeugen auf eigenen Fahrbahnen. So konnte bereits ein Jahr nach Inbetriebnahme der Linie 1 der Pariser Straßenbahn mit dem Trans-Val-de-Marne die erste Schnellbuslinie der Île-de-France ihren Dienst aufnehmen.
Heute sind vier Linien in Betrieb. Fünf weitere sind erst in der Planungsphase.

### Linienübersicht
| Linie                                                                      | Streckenverlauf                                                                 | Eröffnung | Länge in km | Bemerkungen |
| -------------------------------------------------------------------------- | ------------------------------------------------------------------------------- | --------- | ----------- | --- |
| RATP Bus 393                                                               | Thiais (Carrefour de la Résistance) ↔ Sucy-en-Brie (Sucy – Bonneuil RER)        | 2011      | 11,65       | |
| TCSP Massy – Saint-Quentin-en-Yvelines                                     | Saint-Quentin-en-Yvelines – Christ-de-Saclay – Palaiseau – Massy-Palaiseau      | 2000      | 14          | 2000: Magny-les-Hameaux ↔ Saint-Quentin-en-Yvelines 2009: RER Massy-Palaiseau ↔ École Polytechnique (Palaiseau) 2016: École Polytechnique (Palaiseau) ↔ Christ-de-Saclay |
| Tvm Trans-Val-de-Marne 2014 zertifiziert als BRT-Standard Excellenz Silber | Saint-Maur-des-Fossés (Saint-Maur-Créteil RER) ↔ Antony (La Croix de Berny RER) | 1993      | 19,7        | 1993: Saint-Maur — Créteil ↔ Rungis-Marché International 2007: Rungis-Marché International ↔ La Croix de Berny                                                           |
| T Zen 1                                                                    | Lieusaint - Moissy (Sénart) – Corbeil-Essonnes                                  | 2011      | 14,7        | 14 Haltestellen |

### Die T Zen-Linien des STIF

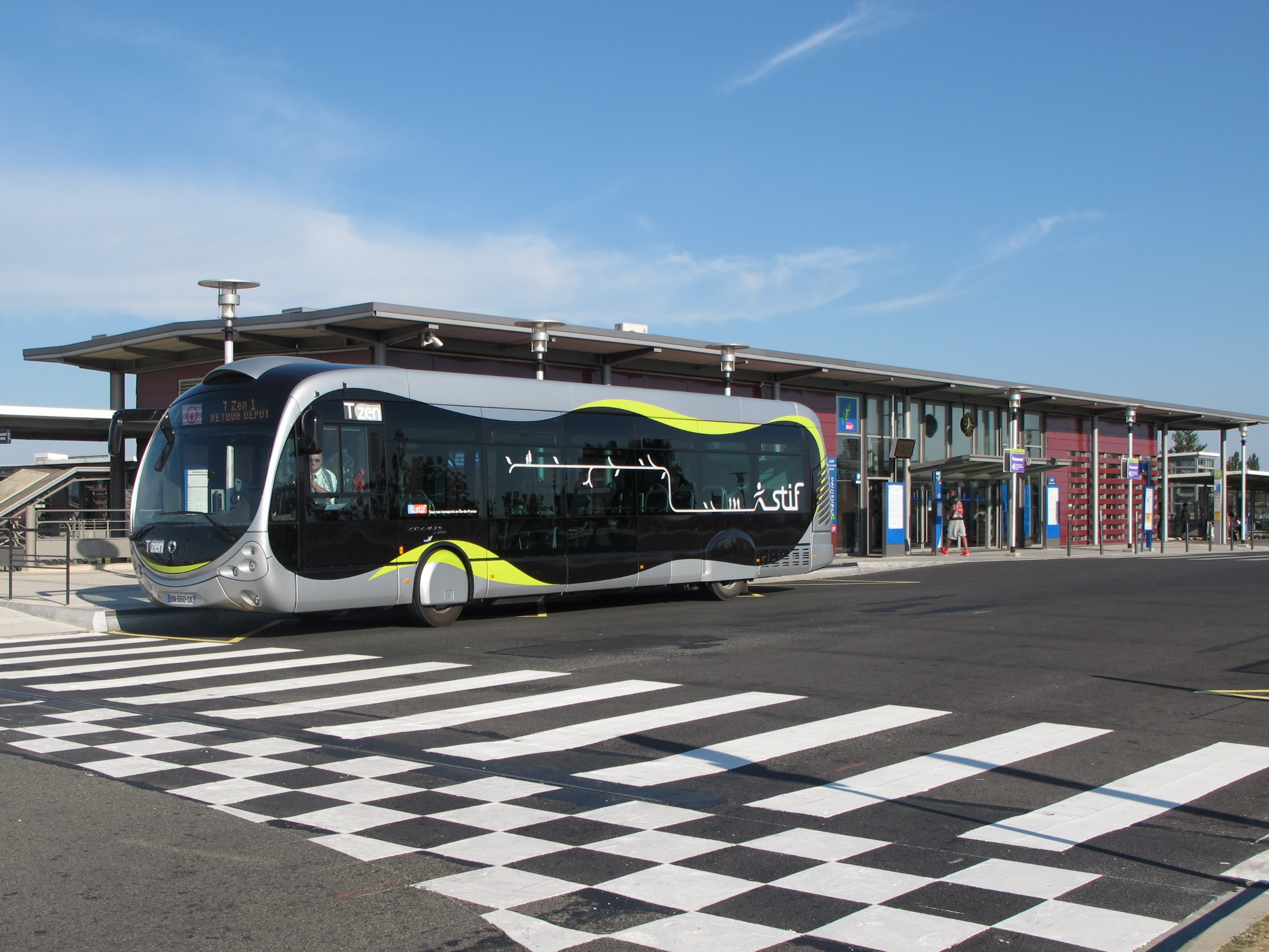
Bus der T Zen-Linie 1 am Bahnhof Lieusaint-Moissy

2007 beschloss das STIF Schnellbuslinien einzurichten. 2009 wurde der Name bekanntgegeben: T Zen; das T steht für Straßenbahn, Zen wird im französischen als Ausdruck für Gelassenheit und Ruhe verwendet.
Fünf Linien sind fest geplant, eine davon ist bereits in Betrieb. Die jeweilige Betreiber der Linie wird durch öffentliche Ausschreibung bestimmt.
Ein Verkehrsentwicklungsplan für die Île-de-France (Plan de Déplacements Urbains d’Île-de-France; kurz PDU) sieht mit Zeitrahmen 2020 die Errichtung insgesamt mehr als 20 T-Zen-Linien vor.
Die Pariser Verkehrsexperten gehen dabei von folgenden Überlegungen aus: Die Einrichtung einer T Zen-Linie ist zwei- bis dreimal billiger als der Bau einer Straßenbahnlinie. Mit einer klassischen Buslinie (Busse von 12 m Länge) können stündlich bis zu 1600 Personen pro Fahrtrichtung befördert werden, bei einer Schnellbuslinie (wie z. B. dem T Zen) sind es bis zu 2400 und bei der Straßenbahn bis zu 6000 Personen.

#### Anforderungen an T Zen-Linien
- Fahrbahn: Die Buslinien werden auf eigens zu errichtenden Busfahrbahnen geführt. Die Busse erhalten Vorrangschaltung an Kreuzungen und in den Kreisverkehren.
- Betriebszeiten: T-Zen-Busse sollen täglich von 5 Uhr morgens bis 1 Uhr nachts fahren. Zu den Hauptverkehrszeiten fahren die Busse im 6-Minuten-Takt, tagsüber im 10-Minuten-Takt, in den Abendstunden alle 20 Minuten.
- Bushaltestellen: Bushaltestelle sollen nur 500 m Abstand haben. Sie erhalten Videoüberwachung zur Sicherheit der Fahrgäste und gesicherte Fahrradabstellplätze. Elektronische Display zeigen die Wartezeit bis zur Ankunft der nächsten Busse.[14]

#### T Zen 1
Diese Linie verbindet die beiden Bahnhöfe Lieusaint – Moissy (Sénart) und Corbeil-Essonnes miteinander, die auf zwei verschiedenen Zweigen des RER D liegen, und bedient die Gemeinden Lieusaint, Saint-Pierre-du-Perray, Saint-Germain-lès-Corbeil und Corbeil-Essonnes. Die Linie wurde bereits 2011 in Betrieb genommen. Längs der insgesamt 14,7 km langen Strecke liegen 14 Haltestellen. 9,6 km der Strecke sind spezielle Busfahrbahnen, ein Teil der Strecke verläuft auf dem Pariser Autobahnring der Francilienne. Die Fahrt zwischen den beiden Endstationen dauert etwa 30 Minuten. Vom Betreiber der Strecke Transdev werden Busse der Marke Irisbus Crealis eingesetzt.

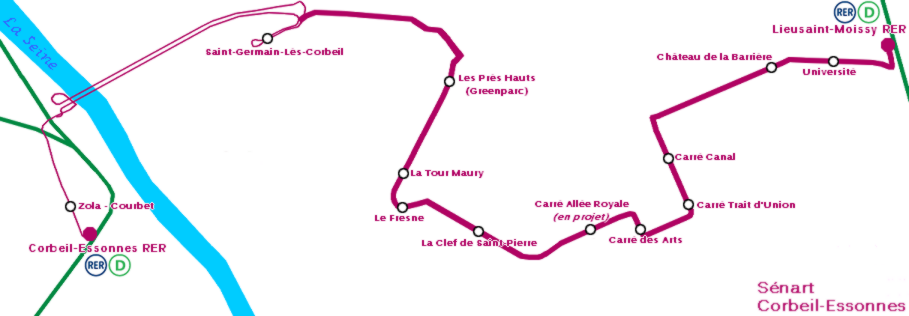
Streckenverlauf des T Zen 1

In einer späteren Ausbauphase sollen die Busspuren bis Corbeil-Essonnes RER verlängert werden.

#### Das Projekt T Zen 2
Die Gemeindezweckverbände Melun Val de Seine und Sénart-Ville Nouvelle haben zusammen 200.000 Einwohner und bieten 80.000 Arbeitsplätze. Daher besteht ein großes Interesse an einer guten Nahverkehrsverbindung zwischen beiden Bezirken.

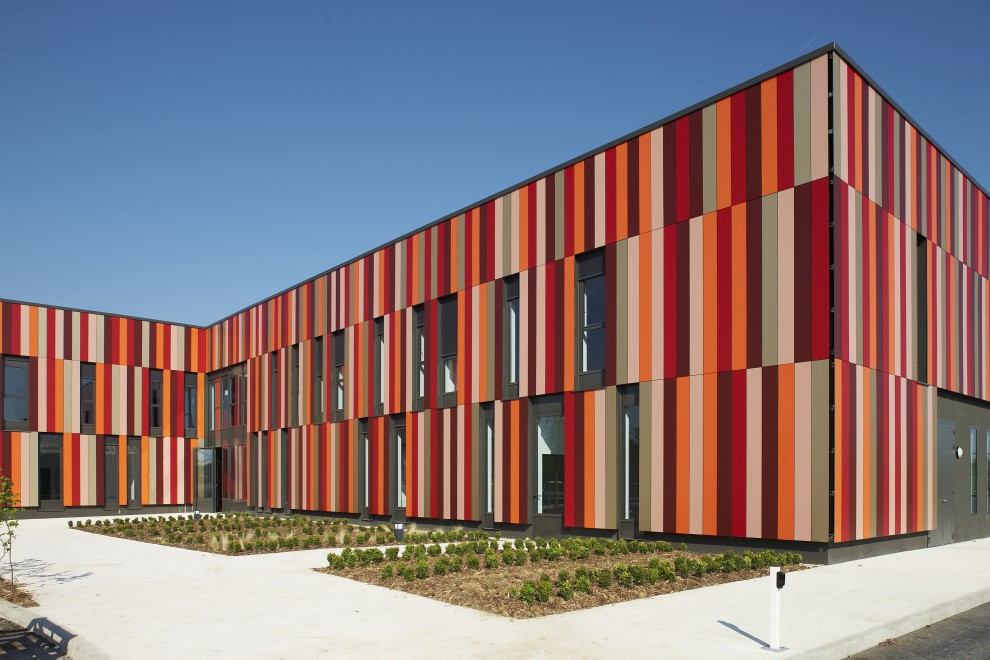
Das Busdepot in Lieusaint wird von den Linien T Zen 1 und T Zen 2 gemeinsam genutzt

Die Linie wird das Carré Sénart, ein Freizeit und Shopping-Center in Sénart mit dem RER-Bahnhof in Melun verbinden und bedient die Gemeinden Lieusaint, Savigny-le-Temple, Cesson, Vert-Saint-Denis und Melun. Die Inbetriebnahme war für 2020 vorgesehen.
Auf der 17 km langen Strecke liegen 27 Stationen. Eine Fahrt zwischen den beiden Endstationen wird etwa 50 Minuten dauern, was eine Reisegeschwindigkeit von rund 20 km/h ergibt. Die Linie T Zen 2 hat fast auf der gesamten Strecke eigene Fahrbahnen, mit Ausnahme der Durchquerung des historischen Zentrums von Melun und der Unterführung unter der RER-Strecke in Savigny-le-Temple. Wegen starken Verkehrsaufkommens werden auf zwei Streckenabschnitten auch andere Buslinien die Busspuren und Haltestellen des T Zen 2 (fünf in Melun und zwei in Savigny-le-Temple) benützen.
In Melun erhält die Linie Anschluss an den RER D und die Linie P des Transilien; In Savigny-le-Temple entsteht ein weiterer RER-D-Anschluss. Die Endstation in Lieusaint bringt eine Anbindung an den T Zen 1.
Täglich wird von 5 Uhr morgens bis Mitternacht gefahren, in den Hauptverkehrszeiten wird ein 4-Minuten-Takt angeboten, außerhalb davon ein 10-Minuten-Takt.
Die Bauarbeiten sollen Ende 2014 beginnen, Inbetriebnahme der Strecke ist für 2020 vorgesehen. Experten erwarten durchschnittlich 27.000 Fahrgäste pro Tag. Die Baukosten werden mit rund 160 Millionen Euro veranschlagt, die Ausgaben für die Fahrzeuge mit rund 11 Millionen Euro.
Es sollen 24 Gelenkbusse eingesetzt werden. Die Busse werden – ebenso wie die Fahrzeuge der Linie T Zen 1 – im Busdepot in Lieusaint gewartet werden.

##### Citilien – der Vorläufer

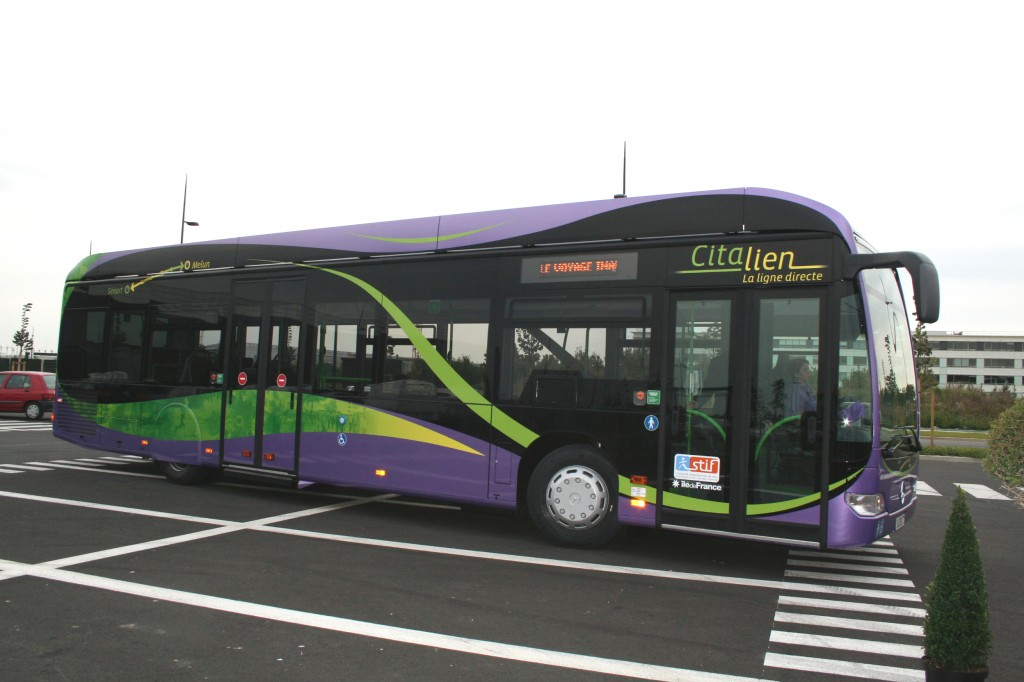
Ein Citaro-Bus der Linie Citalien in Lieusaint

Bereits seit 2007 gibt es die Buslinie Citilien, die die Städte Lieusaint und Melun miteinander verbindet. Mittelfristig soll sie durch die Linie des T Zen 2 abgelöst werden.
Auf der Strecke werden 12 Haltestellen bedient. Eine Fahrt dauert – je nach Verkehrsaufkommen – zwischen 38 und 50 Minuten.
Anfangs wurden wochentags 13 Fahrten pro Richtung angeboten. Je nach Tageszeit lagen 1 bis 3 Stunden zwischen zwei aufeinanderfolgenden Fahrten. Im Laufe der Zeit nahm die Nachfrage aber ständig zu, so dass der Fahrplan mehrmals verdichtet wurde und daneben auch die Lage der Haltestellen optimiert wurde. Seit 2013 finden die Fahrten fast durchgängig im 30-Minuten-Takt statt.
In Sénart gibt es zwei Umsteigemöglichkeiten zum T Zen 1. Es werden vier Busse Mercedes-Benz Citaro eingesetzt.

#### T Zen 3
Die Linie T Zen 3 soll nordöstlich von Paris verkehren: Sie wird die im 19. Arrondissement liegende Metrostation Porte de Pantin der Linie 5, die gleichzeitig Haltestelle der Straßenbahnlinie T3b ist, mit der Station Gargan der Linie 4 der Pariser Straßenbahn verbinden. Auf den dazwischenliegenden Stationen wird es drei weitere Umstiegsmöglichkeiten zur Métrolinie 5 und je eine zur Linie 1 der Pariser Straßenbahn, zur Tangentielle Nord und zur Linie 15 des geplanten Grand Paris Express geben.
Die Inbetriebnahme war ursprünglich für 2018 geplant, wird aber voraussichtlich frühestens 2020 erfolgen.
Die Trasse wird der ehemaligen, fast geradlinig verlaufenden Route nationale 3 folgen und übernimmt zu 60 % die Strecke der jetzigen RATP-Buslinie 147, die ebenfalls die Strecke Port de Pantin – Gargan bedient, darüber hinaus aber bis zum RER-Bahnhof Sevran-Beaudottes fährt.
Auf der 10 km langen Strecke werden 18 Haltestellen liegen, welche die Gemeinden Paris, Pantin, Bobigny, Romainville, Noisy-le-Sec, Bondy, Livry-Gargan und Les Pavillons-sous-Bois bedienen. Nach Fertigstellung wird mit mehr als 40.000 Fahrgästen täglich gerechnet.
Das Busdepot für die Wartung der Busse wird in Nähe der Endhaltestelle in Livry-Gargan errichtet. Für den Einsatz sind Doppelgelenkbusse von 24 m Länge mit Hybridantrieb vorgesehen.
Quelle:

#### T Zen 4
Die Linie T Zen 4 wird die westliche Verlängerung ab dem RER-Bahnhof Corbeil-Essonnes, der gleichzeitig die westliche Endstation der Linie T Zen 1 darstellt, nach Viry-Châtillon. T Zen 4 wird mit – der für 2017 geplanten – Inbetriebnahme die jetzige RATP-Buslinie 402 ablösen. 7,2 km Busspuren können von der Linie 402 übernommen werden.
Auf der 14 km langen Strecke werden 30 Haltestellen angefahren, die in den Gemeinden Viry-Châtillon, Grigny, Ris-Orangis, Courcouronnes, Évry und Corbeil-Essonnes liegen.
Nach Fertigstellung rechnet man mit mehr als 40 000 Fahrgästen täglich. Die Beförderung wird mit Crealis-Neo-18 Bussen von Irisbus erfolgen. Zusätzlich ist der Einsatz von batteriebetriebenen Doppelgelenkbussen des Typs Exqiui.City 24 des Herstellers Van Hool vorgesehen.

#### T Zen 5
Es wird sich um eine Linie handeln, die das 13. Arrondissement in Paris und die Gemeinden Ivry-sur-Seine, Vitry-sur-Seine und Choisy-le-Roi miteinander verbindet.
Die rund 9 km lange Strecke beginnt an der Métrostation Bibliothèque François Mitterrand und wird am RER-Bahnhof von Choisy-le-Roi enden. Inbetriebnahme ist geplant für nach 2020. Vorgesehen sind etwa 20 Haltestellen. Man erwartet bis zu 47.000 Fahrgäste pro Tag. Wie bei der Linie T Zen 4 sind als Fahrzeuge Doppelgelenkbusse des Typs Exqiu.City 24 vorgesehen.

### Weitere bestehende Linien

#### Trans-Val-de-Marne

Streckenplan des Tvm
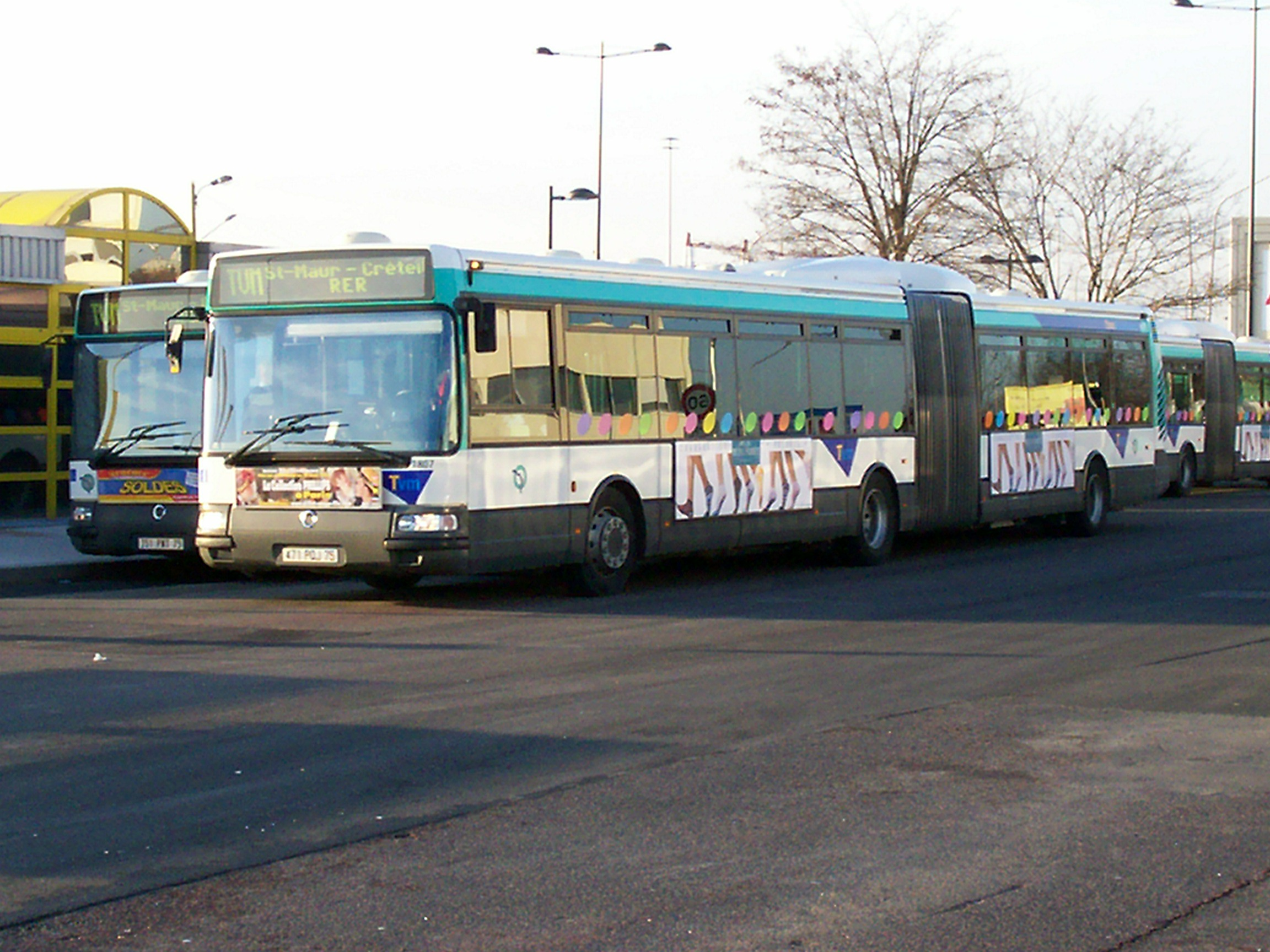
2 Agora-Busse des Tvm im Jahr 2006

Der Trans-Val-de-Marne, oft als Tvm abgekürzt, ist ein Metrobus, im französischen als Bus à haut niveau de service (BHNS) der von der RATP betrieben wird. Diese Linie wurde am 1. Oktober 1993 in Betrieb genommen und verkehrt fast ausschließlich auf eigenen Fahrbahnen. Wie ihr Name andeutet, ist es Aufgabe der Linie den Personenverkehr innerhalb des Départements Val-de-Marne zu erleichtern. Sie löste die RATP-Linie 392 ab, die seit 1969 den Bahnhof Saint-Maur – Créteil mit dem Großmarkt Rungis verband.
2007 wurde die Linie um die Strecke vom Großmarkt Rungis zum RER-Bahnhof La Croix de Berny verlängert.
Auf der knapp 20 km langen Strecke liegen 32 Haltestellen. Der Verkehr wird seit 2013 mit Bussen vom Typ MAN Lion’s City durchgeführt. Vorher waren Busse des Typs Agora L Euro 3 von Irisbus im Einsatz. Die Fahrt von einer Endstation zu anderen dauert rund 50 Minuten.

#### TCSP Massy – Saint-Quentin-en-Yvelines
TCSP steht in Frankreich für transport en commun en site propre, also etwa ÖPNV auf eigenen Fahrspuren.
Nach Fertigstellung der Linie soll sie den RER-Bahnhof Saint-Quentin-en-Yvelines (Linie RER C) mit dem Bahnhof Massy-Palaiseau (Linie RER B und RER C) verbinden.
Im Augenblick existieren nur zwei Teilstücke: Die seit 2000 existierende Strecke Saint-Quentin-en-Yvelines ↔ Magny-les-Hameaux (am westlichen Ende der Gesamtstrecke); und die seit 2009 betriebene Strecke Massy-Palaiseau ↔ Palaiseau École Polytechnique am östlichen Ende. Letztere Teilstrecke hat eine Länge von 6,2 km.
Im Oktober 2016 wurde der Streckenabschnitt Palaiseau École Polytechnique ↔ Christ de Saclay mit eigenen Fahrspuren in Betrieb genommen. Auf einer Strecke von rund 6,7 km Länge befinden sich elf Haltestellen. Parallel zu den Buspuren wurden auch Radwege angelegt. Im Einzugsbereich dieser Strecke wohnen 10 000 Personen; dort liegen außerdem 15.000 Arbeitsplätze und 14.000 Studienplätze.
Im Augenblick wird die Gesamtstrecke bereits von einer durchgehenden Buslinie befahren, der eigene Fahrspuren nur auf den bereits fertiggestellten Streckenabschnitten zur Verfügung stehen. Mit Fertigstellung wird sie ihren Namen ändern. Aus der Linie 91-06 wird dann Express 91-06.

#### RATP-Linie 393

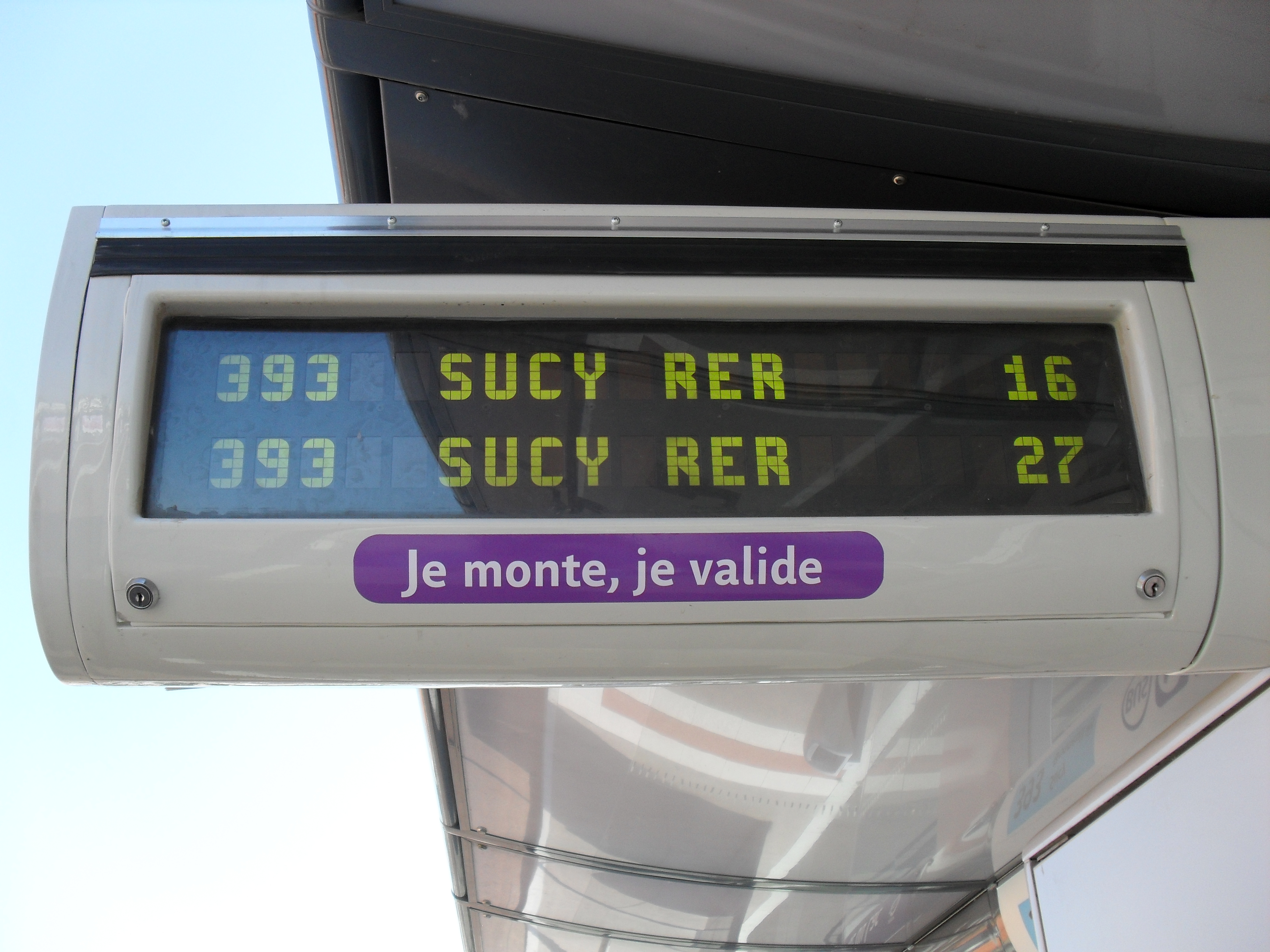
Anzeigetafel: Wartezeit bis zur Abfahrt beiden nächsten Busse in Richtung Sucy

Diese Linie wird von der RATP betrieben und verkehrt zwischen der Haltestelle Carrefour de la Résistance in Thiais und dem RER-Bahnhof Sucy – Bonneuil der Gemeinde Sucy-en-Brie (Département Val-de-Marne).
Die Strecke ist 12,65 km lang und besitzt 20 Haltestellen und wurde im September 2011 in Betrieb genommen. Die Fahrt zwischen den beiden Streckenendpunkten dauert 30 Minuten. Zum Einsatz kommen 19 Gelenkbusse von 18 m Länge des Typs Citaris 18 von Irisbus und 2 Busse vom Typ Créalis 18 des gleichen Herstellers. Die Busse können bis zu 100 Personen aufnehmen.
Die Linie bietet eine Reihe von Umsteigemöglichkeiten zu anderen schnellen Verkehrsmitteln: Métrolinie 8 (Station Pointe du Lac), zur Schnellbuslinie Trans-Val-de-Marne und zu den RER-Linien A, C und D.
Angeboten wird ein fahrtenreicher Fahrplan: 5-Minuten-Takt zu den Hauptverkehrszeiten; 10-Minuten-Takt zur Normalverkehrszeit und 15-Minuten-Takt in den Abendstunden. Der Fahrbetrieb geht von morgens 5 Uhr bis 1 Uhr nachts.

### Weitere Zukünftige Linien

#### Est-Tvm
Diese Linie soll von der RATP betrieben werden und die Gemeinden Créteil, Saint-Maur-des-Fossés, Joinville-le-Pont, Champigny-sur-Marne, Bry-sur-Marne im Département Val-de-Marne mit Noisy-le-Grand im Département Seine-Saint-Denis miteinander verbinden und gleichzeitig auch Zubringerdienst zu den anderen Verkehrsmitteln leisten: an die Métrolinie 8 an der Station Créteil – Université, an die Linie RER A am Bahnhof Saint-Maur – Créteil, an die Linie RER E in Bry-sur-Marne und an die RER-Linie A im Bahnhof Noisy-le-Grand – Mont d'Est.
Die Busse werden auf einem Großteil der rund 15 km langen Strecke auf eigenen Fahrbahnen fahren. Insgesamt sollen 25 Haltestellen entstehen. Lie Linie stellt eine Verlängerung des Trans-Val-de-Marne nach Osten dar, mit dem sie fünf Haltestellen gemeinsam haben wird.
Erste Planungen gab es bereits im Jahr 2006. Als Fertigstellungstermin wurde damals das Jahr 2011 genannt. Aber mit unterschiedlichen Argumenten sperrte sich die Gemeinde Saint-Maur-des-Fossés gegen einen Ausbau der Strecke. Nun hofft man, 2015 mit den Bauarbeiten beginnen zu können, nachdem im Sommer 2014 die Départementsverwaltung die Mitteilung erhalten hat, dass das Projekt die in Frankreich wichtige Déclaration d'utilité publique (DUP) erhalten hat.

#### TCSP Barreau de Gonesse
Diese Buslinie wird den Bahnhof Villiers-le-Bel-Gonesse-Arnouville des RER D mit dem Bahnhof Parc des Expositions de Villepinte des RER B verbinden. Davon profitieren werden die Bewohner der Départements Val-d’Oise und Seine-Saint-Denis. Sie wird die Verkehrsanbindung von öffentlichen Einrichtungen, wie dem neuen Centre Hospitalier von Gonesse und den Gewerbegebieten mit vielen Arbeitsplätzen die Gebiete im Umfeld des Flughafens Paris-Charles-de-Gaulle, dem Gewerbegebiet Parc d'Activités de Paris Nord 2 sowie dem Messegelände Parc des Expositions de Villepinte erheblich verbessern.
Die Buslinie erhält die Bezeichnung Linie 20 und soll Anfang Juni 2016 in Betrieb genommen werden. Auf der 10 km langen Strecke – davon 8 km auf reservierten Fahrbahnen – entstehen acht Haltestellen. Die Busse werden zu den Hauptverkehrszeiten im 6-Minuten-Takt fahren, ansonsten ist ein 15-Minuten-Takt vorgesehen. Schätzungen gehen von täglich 7200 Fahrgästen aus.
Eingesetzt werden Busse von HEULIEZBUS des Modells GX 437 HYB. Die Busse werden mit einem Lithium-Ionen-Akkumulator ausgeliefert, so dass die beim Bremsen freiwerdende kinetische Energie des Fahrzeugs gespeichert und beim Anfahren wieder verwendet werden kann. Die Busse verfügen auch über die Funktion „Arrive and Go“: Bereits vor dem Anhalten wird dadurch der Verbrennungsmotor ausgeschaltet; das Wiederanfahren erfolgt dann elektrisch.

#### TCSP Esbly – Chessy – Val d’Europe
Im Jahr 2015 begannen die Vorplanungen für die genannte Strecke, die in Esbly die Linie P des Transilien-Netzes mit der RER-Linie A in Val d'Europe verbinden soll. Die Strecke wird etwa 10 km lang werden. Auf ihr sollen etwa 12 Haltestellen entstehen. Bei Inbetriebnahme – vorgesehen mit Horizont 2020 – erhofft man sich 7 000 Fahrgäste im Tagesdurchschnitt. Bis 2030 soll sich diese Zahl – auch aufgrund steigender Einwohnerzahlen – verdoppeln.

#### TCSP Sénia–Orly
Die 7 km lange Strecke wird Thiais mit dem Flughafen Paris-Orly verbinden und dabei die Stadtentwicklungsgebiete Sénia durchfahren. In der Nähe von Orly entstehen Gewerbegebiete mit bis zu 50 000 Arbeitsplätzen. Insgesamt sollen 9 oder 10 Haltestellen entstehen. Die Fahrzeit wird etwa 19 min betragen. Die Busse fahren von 5 Uhr morgens bis 2 Uhr nachts. Zu den Spitzenzeiten ist 5-Minuten-Takt vorgesehen. Die Strecke wird eine Verlängerung der bereits bestehenden Verbindung auf Busfahrbahnen Thiais – Pompadour – Sucy-Bonneuil, die vom RATP-Bus 393 und dem TVM befahren wird. Die Buslinie bedient drei Gemeinden des Départements Val-de-Marne : Thiais, Orly und Rungis. Es entstehen dabei Umsteigemöglichkeiten zum RER C, zur Linie 7 der Pariser Straßenbahn, und später zu den Métrolinien 14 (Verlängerung) und 18 (Neubaulinie). Die Inbetriebnahme der Strecke ist für 2020 vorgesehen.

## Filéo: Nach Betriebsschluss der Busse zum Arbeiten zum Flughafen

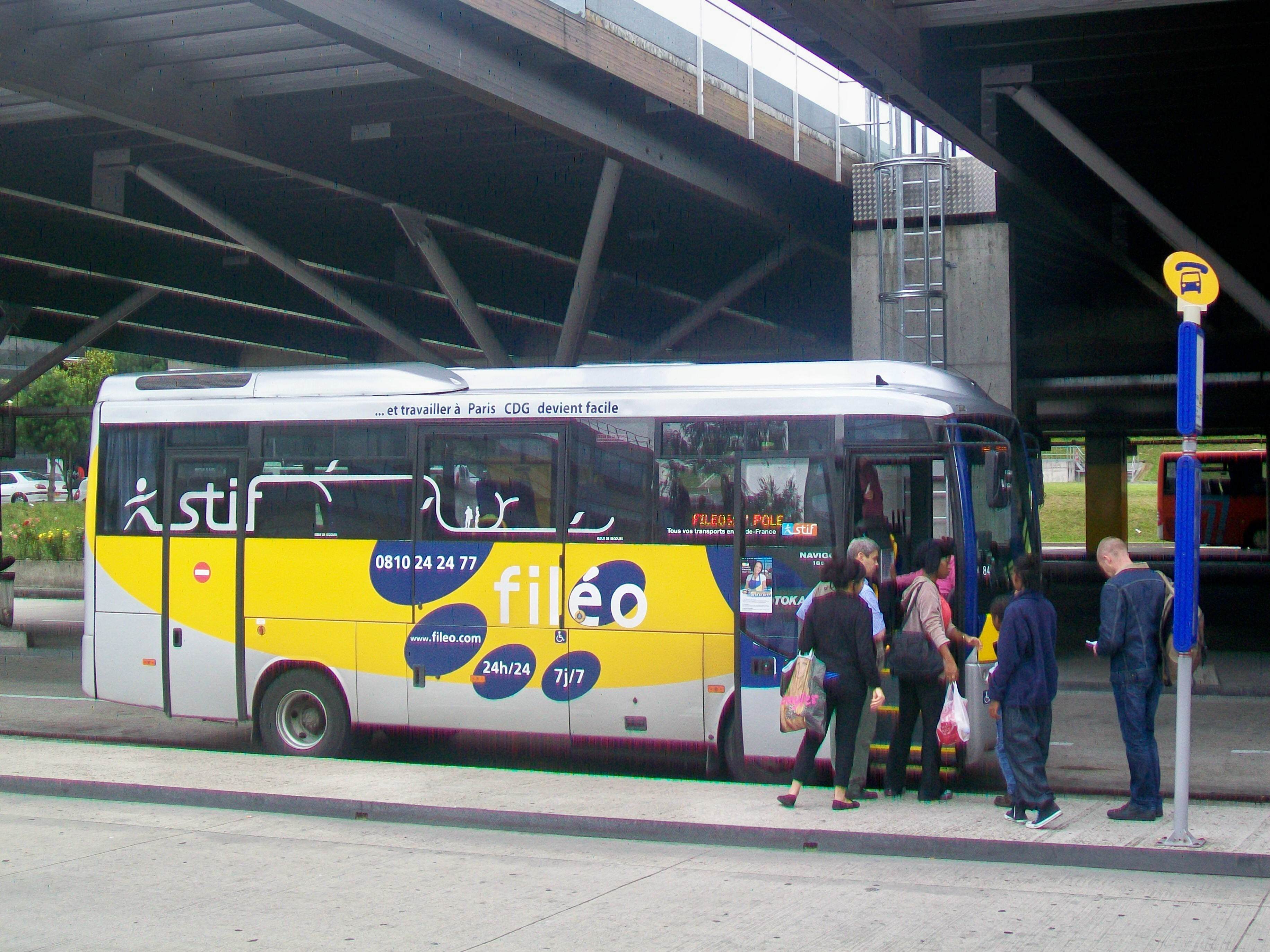
Ein Otokar-Midibus im Einsatz auf dem Filéo-Netz

Bei den Filéobussen handelt es sich um Taxibusse, die in der Umgebung des Flughafens Paris-Charles-de-Gaulle (CDG) eingesetzt werden.
Von den mehr als 80.000 Beschäftigten im Bereich des Flughafens CDG haben viele ungewöhnliche Arbeitszeiten. Die Folge ist, dass oft Dienstbeginn bzw. Dienstschluss außerhalb der Betriebszeiten der regulären Buslinien liegen. Deswegen wurden die Filéo-Linien geschaffen. Sie ergänzen den regulären Busverkehr so, dass rund um die Uhr und tagtäglich Busverbindungen von den umliegenden Gemeinden in den Départements Val-d’Oise und Seine-et-Marne zum Flughafen CDG und zurück – bis zu etwa 20 km Entfernung – angeboten werden können. Auf der neuesten, seit Juni 2015 bestehenden Linie 10 sind z. B. die Filéo-Busse zwischen 17:45 Uhr bis 8:45 Uhr und von 11:30 Uhr bis 12:30 Uhr im 30-Minuten-Takt im Einsatz.
Die Busse werden als Taxibusse eingesetzt. Fahrgäste müssen sich 90 Minuten vor der regulären Abfahrtszeit an der entsprechenden Haltestelle bei der Reservierungszentrale anmelden.
Dieses Angebot wurde 1998 unter der Bezeichnung Allobus geschaffen. Seit 2000 fährt man unter dem Nameo Filéo. Im Auftrag des Syndicat des transports d’Île-de-France wird die Busflotte von Keolis betrieben.
Anerkannt werden die üblichen Zeitkarten des STIF und als Einzelfahrkarte das t+-Ticket.
Die Busse sind auf zehn Linien unterwegs und fahren knapp 30 Umlandgemeinden rund um CDG an. 2014 gingen durchschnittlich 33.000 Reservierungen pro Monat ein – was also rund 1000 Fahrgästen pro Tag entspricht.
Finanziert wird der Betrieb durch Zuschüsse der beiden Départements, des Gemeindeverbands Communauté d’agglomération Terres de France und der wichtigsten Arbeitgeber auf dem Flughafen: Aéroports de Paris und Air France.

## Nachtbuslinien: Noctilien
Auf 47 verschiedenen Nachtbuslinien sind jede Nacht zwischen 0:30 Uhr und 5:30 Uhr Busse im Auftrag von RATP bzw. SNCF in Paris und den Gemeinden der Île-de-France unterwegs. Je nach Bedeutung der Strecke fahren die Busse auf den Stadtlinien teilweise in 10-Minuten-Takt, auf den Umlandlinien wird meistens nur eine Fahrt pro Stunde durchgeführt.

## Depots und Werkstätten
Die Anfänge der Busdepots liegen oft im 19. Jahrhundert. Sie entstanden noch in der Zeit der Pferdeomnibusse.
Immer neue Generationen von Bussen und neue Linien bedingten unentwegt Modernisierungen.

### Neue Depots im 21. Jahrhundert zum Nulltarif
Dezember 2014 schlossen die Stadt Paris und die RATP eine Vereinbarung über die zukünftige Nutzung der RATP-Grundstücke für Wohn- bzw. Bürozwecke. Die Idee ist sehr einfach: Die RATP verlegt ihre Depots und Werkstätten in den Untergrund. Auf der darüberliegenden Fläche können dann Wohnungen und Dienstleister aller Art untergebracht werden. Bis 2024 sollen auf diese Weise 2000 Neubauwohnungen, die Hälfte als Sozialwohnungen, entstehen. Die RATP kommt auf diese Weise zu neuen Werkstätten und größeren Abstellflächen. Die Baukosten werden von den Einnahmen aus der oberirdischen Fremdnutzung getragen.
Zwei derartige Projekte sind bereits in Bau:
- Das neue, im 20. Arrondissement liegende Busdepot Lagny-Pyrénées mit einer Nutzfläche von 30.000 m², soll bereits 2015 in Betrieb gehen. Darüber werden 30.000 m² Büroflächen entstehen. Das Projekt erhielt als bestes internationales Projekt im Bereich Stadtentwicklung den Brownie Awards des Canadian Urban Institute.[30]
- Das Atelier Ateliers Jourdan-Corentin-Issoire entsteht an Stelle des 1884 errichteten Depots Petit-Montrouge. Über dem Depot entstehen 650 Wohnungen, eine Kinderkrippe und eine Kindertagesstätte und ein Lokal für Vereine, sowie eine Ladengeschäft im Erdgeschoss. Für die Busse wird es 195 Abstellplätze in den Untergeschossen geben – bisher waren es 130. Fertigstellung ist für 2017 geplant.[31]